# Manaus
Manaus é a capital do estado do Amazonas e a cidade mais populosa do Norte do Brasil com 2,2 milhões de habitantes. Localizada no centro da maior floresta tropical do mundo, é a cidade mais influente da Amazônia Ocidental, região onde exerce um impacto significativo sobre o comércio, educação, finanças, indústria, mídia, pesquisas, poder militar, tecnologia e entretenimento, recebendo a classificação de metrópole regional, por parte do Instituto Brasileiro de Geografia e Estatística (IBGE). Manaus abriga a sede do Instituto Nacional de Pesquisas da Amazônia (INPA), sendo o mais importante centro para estudos científicos do bioma amazônico e para assuntos internacionais de sustentabilidade. Principal destino turístico da Amazônia, Manaus está localizada mais precisamente na confluência dos rios Negro e Solimões e tem como seu maior símbolo cultural o Teatro Amazonas, tombado como Patrimônio Histórico Nacional pelo IPHAN.
Originada a partir do Forte do Rio Negro no século XVII, em seus mais de 350 anos de história, Manaus viveu momentos de plenitude como o ciclo da borracha e o intenso processo de industrialização a partir da década de 1970. Recebeu o epíteto de Paris dos Trópicos, devido ao luxo de sua arquitetura europeia, atraindo investimentos estrangeiros e imigrantes de todas as partes do mundo. Em função de sua classificação como metrópole regional, a cidade exerce significativa influência no Norte do Brasil, seja no ponto de vista ambiental, cultural ou econômico. Conta com importantes monumentos, museus, parques, institutos de pesquisas e teatros, como o Teatro Amazonas, o Monumento à Abertura dos Portos, o Centro de Biotecnologia da Amazônia, o Instituto de Desenvolvimento Tecnológico, o Sidia Instituto de Ciência e Tecnologia, o Parque Municipal do Mindu, o Jardim Botânico de Manaus, a Praia da Ponta Negra e eventos de grande repercussão, como o desfile das escolas de samba do Grupo Especial de Manaus no Sambódromo e o Festival Amazonas de Ópera, no Teatro Amazonas.
Manaus é a sétima cidade mais populosa do Brasil e a sexta maior mancha urbana do país. Sua região metropolitana, com mais de 2,5 milhões de habitantes, é a 12.ª mais populosa do país. A cidade possui um forte caráter cosmopolita, atraindo imigrantes e turistas de diversas nacionalidades. Em 2010, o Índice de Desenvolvimento Humano (IDH) de Manaus era considerado alto pelo Programa das Nações Unidas para o Desenvolvimento (PNUD), cujo valor, de 0,737, era o 4.º maior dentre as capitais da Região Norte. Considerando apenas a longevidade o índice é de 0,826, o índice de renda é de 0,738 e o de educação de 0,658. Segundo um estudo realizado pela revista inglesa The Economist em 2024, Manaus é uma das cidades mais agradáveis para se viver na América Latina. Entre os aspectos avaliados estão estabilidade política, diversidade cultural, educação, sistemas de saúde e infraestrutura. Entretanto, a cidade enfrenta alguns problemas ambientais e desigualdades sociais, tais como 53,9% de sua população vivendo em comunidades urbanas e favelas, apenas 38% da cidade possui rede de esgotamento sanitário, além de ter apenas 44,8% de sua área urbana arborizada, segundo o Censo de 2022 do IBGE.
O município possui o quinto maior PIB do Brasil, representando, isoladamente, 1,15% de todo o PIB nacional em 2021. Manaus ficou na terceira colocação na categoria "empreendedorismo" do Ranking Connected Smart Cities de 2021 e na 31.ª entre as Cidades Empreendedoras, do Índice de Cidades Empreendedoras (2022). A capital amazonense desempenha um forte papel centralizador em seu estado e região: abriga sedes de órgãos e instituições como a Suframa, o Comando Militar da Amazônia, o Cindacta IV, o TRT11, a Atem Distribuidora, a Petróleo Sabbá, a Rede Amazônica, dentre muitas outras, e o maior número de consulados estrangeiros da Região Norte, sediando Consulados-Gerais de países como Japão e Coreia do Sul. A capital amazonense foi sede do Campeonato Ibero-Americano de Atletismo em 1990, foi uma das doze cidades-sede da Copa do Mundo FIFA de 2014, uma das cinco cidades-sede dos Jogos Olímpicos de 2016 e sede da Copa Libertadores Feminina de 2018.

## Etimologia
A origem do nome da cidade provém da tribo dos manáos, habitante da região dos rios Negro e Solimões. Na grafia antiga preservava o "O" e acentuava a vogal precedente: "Manáos". Na língua indígena, Manaus é a variação de Manáos, que significa Mãe dos Deuses. No século XIX a cidade chamava-se Barra do Rio Negro.
Ainda no passado, a palavra Manau era atribuída a uma das muitas tribos que habitaram o rio Negro. Os etnólogos afirmam que os índios manaós são de origem aruaque. Outras formas de se escrever o nome da cidade também foram utilizadas. Em 1862, na edição da tipografia escrita por Francisco José da Silva Ramos, o nome da cidade aparece com a grafia Manáus (acentuando a letra A e substituindo a letra O por U).
Porém, na última página da tipografia, está grafado Manáos, nome comumente usado pelos habitantes da cidade e historiadores. Em uma manchete denominada Notizie Interessanti sulla Província delle Amazzoni – nel nord Del Brasile ("Notícias interessantes sobre a Província das Amazonas - no norte do Brasil"), editada em Roma, em 1882, o nome da cidade está grafado Manáos repetidas vezes. A cidade recebeu, em 1856, finalmente, o nome de Manáos, em homenagem à nação indígena dos manáos (Mãe dos Deuses), o mais importante grupo étnico habitante da região, reconhecido historicamente pela sua coragem e valentia. Por decreto estadual de 17 de março de 1937, ficou estabelecida a grafia Manaus, utilizada até os dias atuais.

## História

### Primeiros povos e colonização europeia
A região de Manaus, antes da chegada dos colonizadores, era habitada pelos povos nativos, com destaque aos manaós e aos barés. Em 3 de junho de 1542, a expedição do espanhol Francisco de Orellana descobriu e pôs o nome no rio Negro.

### Fundação
A cidade tem sua origem na construção de uma fortificação portuguesa ocorrida, possivelmente, em 1669. Data que foi convencionada a usar como a fundação de Manaus. Alguns autores, como Mário Ypiranga Monteiro, afirmam que naquele ano o capitão Francisco da Mota Falcão foi enviado pela Coroa de Portugal ao rio Negro para erguer uma fortaleza, a fim de resguardar a entrada da Amazônia Ocidental das invasões estrangeiras, sobretudo de holandeses e espanhóis.
A construção da fortaleza foi iniciada por Mota Falcão e finalizada pelo seu filho, Manoel da Mota Siqueira. Possuía um formato quadrangular e foi construída em pedra e barro, sem conter um fosso. Surgiu, então, o Forte de São José da Barra do Rio Negro, que recebeu esse nome em invocação a Jesus, José e Maria, erguido na margem esquerda do rio Negro. A população cresceu tanto que, para ajudar no catecismo, em 1695 os missionários (carmelitas, jesuítas e franciscanos) resolveram erguer uma capela próxima ao forte sob a invocação de Nossa Senhora da Conceição, a padroeira da cidade.

### Guerra dos Manáos

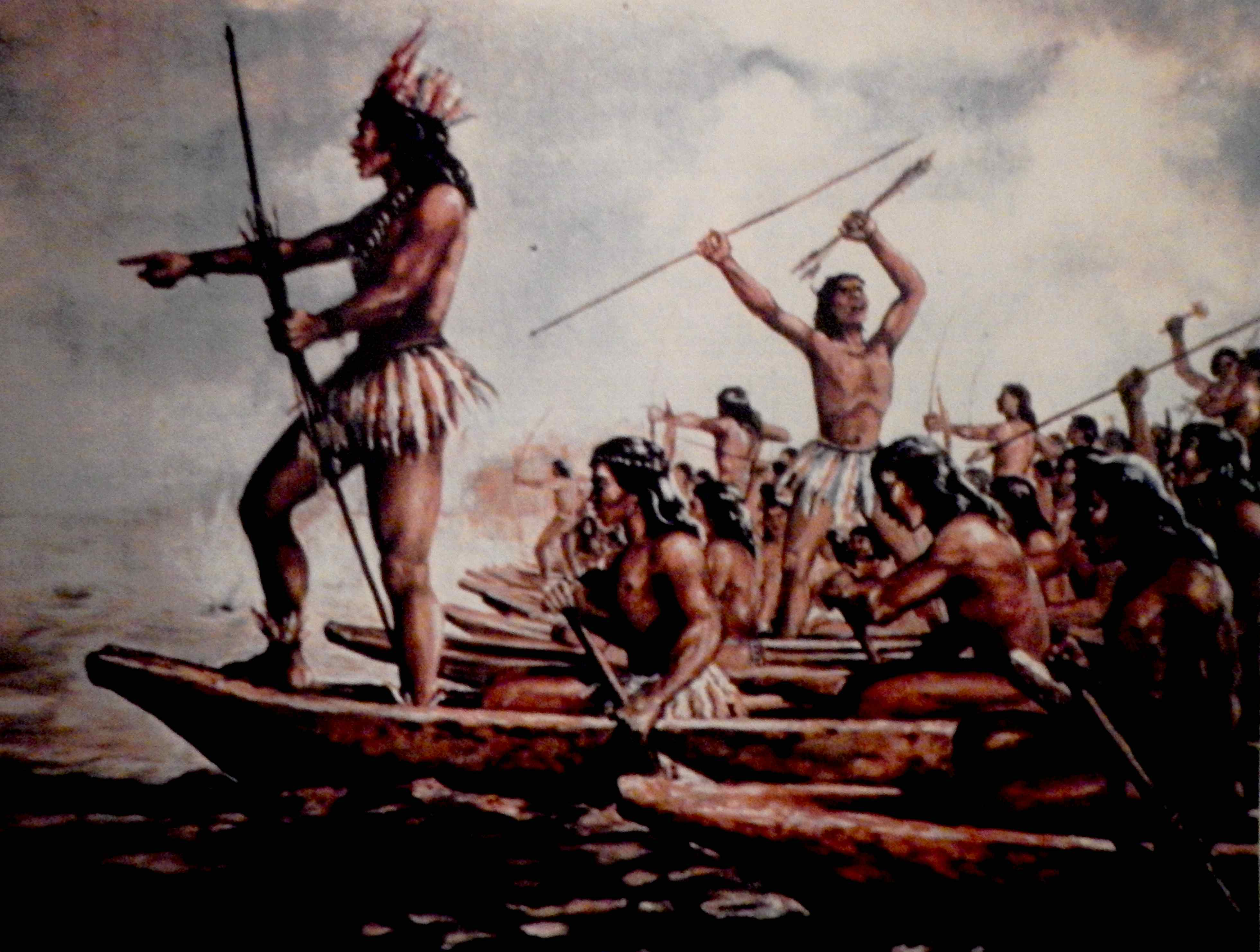
Em obra de Americo Makk, Ajuricaba é retratado liderando os manáos contra os colonizadores portugueses.

A Guerra dos Manáos foi um conflito entre a etnia dos manáos e os portugueses, entre 1723 e 1728. Os manáos negavam-se a ser dominados e servir de mão de obra escrava, entrando em conflito com os colonizadores. As lutas só cessaram com o extermínio deste povo. O líder mais notório dos manáos foi Ajuricaba, forte opositor da colonização portuguesa. Ajuricaba foi preso e estava sendo conduzido a Belém para julgamento, porém, mesmo acorrentado, lançou-se nas águas do Rio Amazonas e jamais foi encontrado. Orgulhoso, o líder dos manáos preferiu a morte à escravidão.

### Capitania de São José do Rio Negro
A Carta Régia de 3 de março de 1755 criou a Capitania de São José do Rio Negro, com sede em Mariuá (atual Barcelos), mas o governador Lobo D'Almada, temendo invasões espanholas, passou a sede novamente para o Lugar da Barra em 1791, por se localizar na confluência dos rios Negro e Solimões, que era um ponto estratégico. No entanto, D. Francisco de Souza Coutinho, capitão-geral do Grão Pará, iniciou campanha contra a mudança e, em maio de 1799, a sede voltou a Barcelos. Em outubro de 1807, o governador José Joaquim Victório da Costa deixou Barcelos e transferiu a administração definitivamente ao Lugar da Barra. A partir de 29 de março de 1808, o Lugar da Barra voltaria a ser sede da Capitania de São José do Rio Negro.

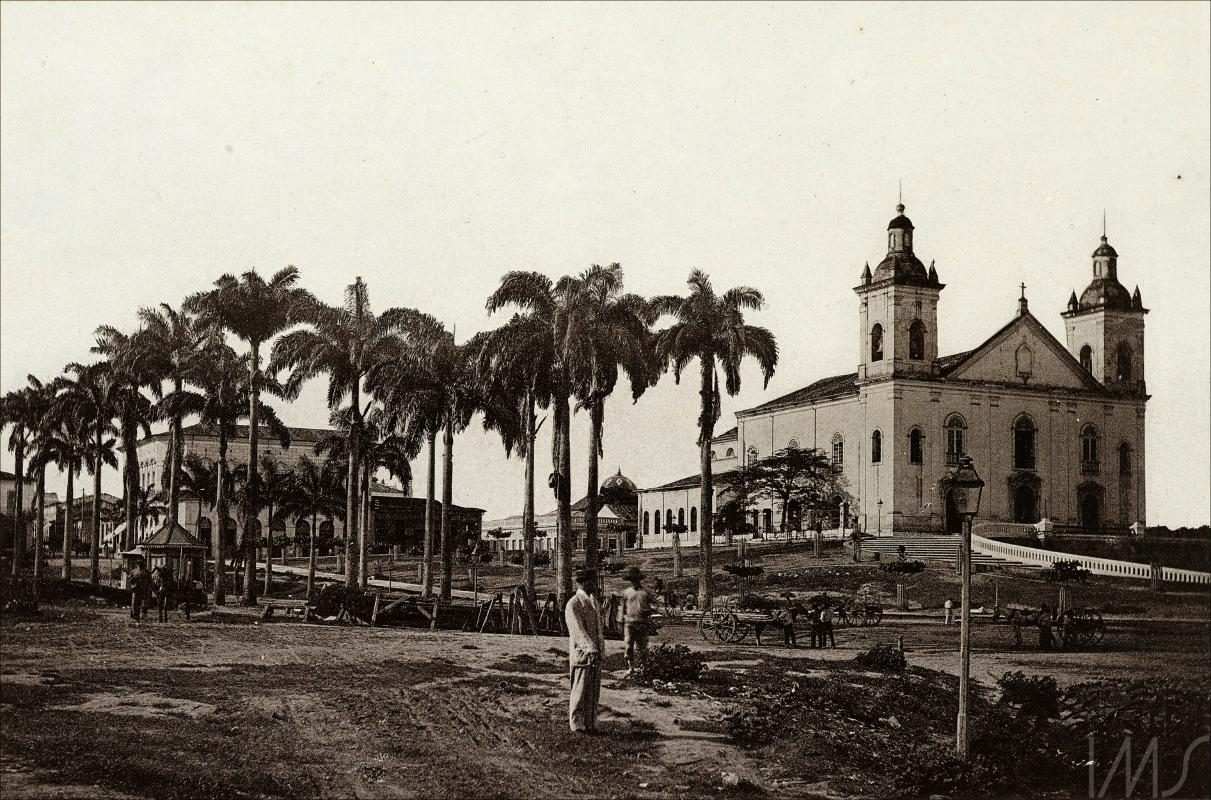
A Catedral Metropolitana de Manaus remonta a antiga capela de 1695, construída pelos missionários carmelitas. Na foto, a catedral de Manaus no fim do século XIX.

Através do decreto de 13 de novembro de 1832, o Lugar da Barra passou à categoria de vila, já com a denominação de Vila de Manaus, nome que manteria até o dia 24 de outubro de 1848, quando foi elevada à categoria de cidade. Com a Lei nº 145, da Assembleia Provincial Paraense, adquiriu o nome de Cidade da Barra do Rio Negro. Em vista de a vila ter assumido foros de cidade, passou a ser chamada de Cidade de Nossa Senhora da Conceição da Barra do Rio Negro. A 5 de setembro de 1850, foi criada a Província do Amazonas pela Lei Imperial nº 1.592, tornando-se a Vila da Barra do Rio Negro. Seu primeiro presidente foi João Batista de Figueiredo Tenreiro Aranha, nomeado em 27 de julho de 1851, que instalou oficialmente a nova unidade provincial a 1 de janeiro de 1852. Em 4 de setembro de 1856, pela Lei 68, já no decurso do segundo governo de Herculano Ferreira Pena, a Assembleia Provincial Amazonense deu-lhe o nome de Cidade de Manaus, em homenagem à nação indígena manáos.

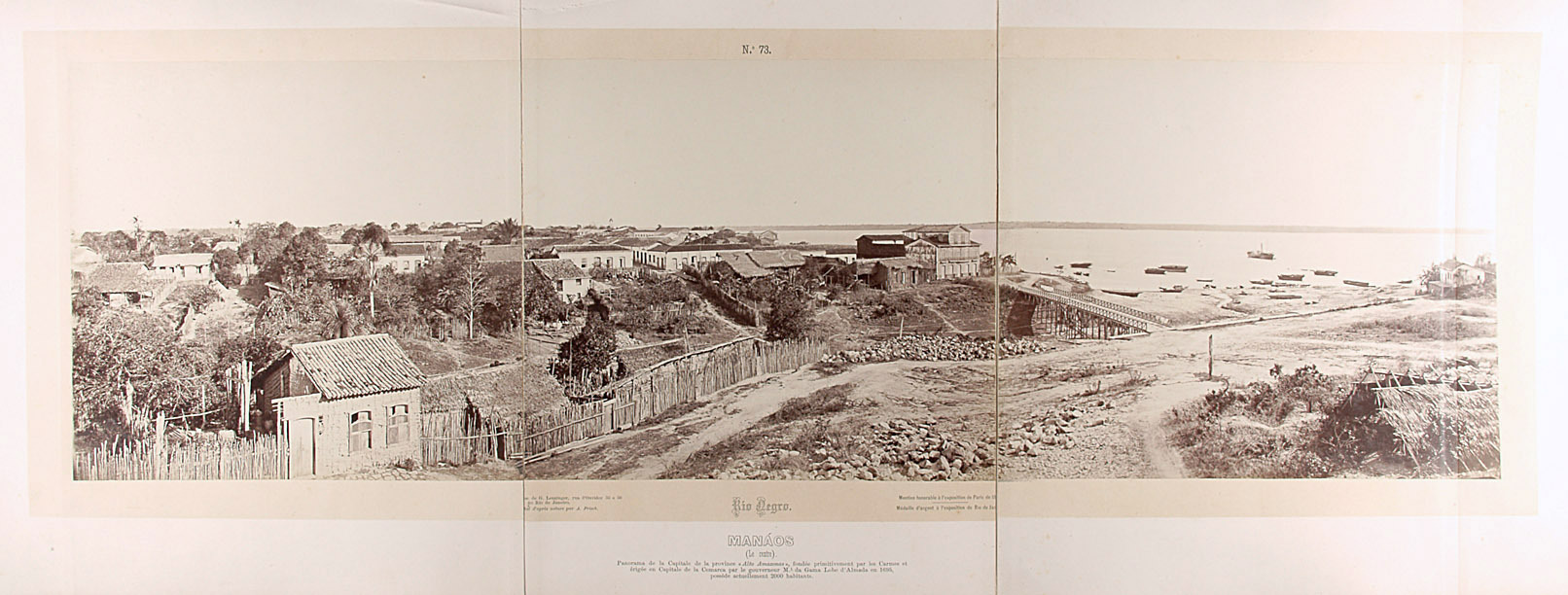
Manaus, por volta de 1867. Fotografia de Albert Frisc.

Durante o período imperial, a Cabanagem foi um movimento político e um conflito social ocorrido entre 1835 e 1840 no Pará, envolvendo homens livres e pobres, sobretudo indígenas e mestiços que se insurgiram contra a elite política local e tomaram o poder. A entrada da Comarca do Alto Amazonas (hoje Manaus, a qual foi o berço do manifesto na Amazônia Ocidental) na Cabanagem foi fundamental para o nascimento do atual estado do Amazonas. Durante o período da revolução, os cabanos da Comarca do Alto Amazonas desbravaram todo o espaço do estado onde houvesse um povoado, para assim conseguir um número maior de adeptos ao movimento, ocorrendo com isso uma integração das populações circunvizinhas e formando assim o estado.

### Período áureo da borracha
No Rio de Janeiro, a República Federativa do Brasil foi proclamada em 15 de novembro de 1889, extinguindo-se o Império. A província do Amazonas passou a ser o estado do Amazonas, tendo como capital a Cidade de Manáos. A borracha, matéria-prima das indústrias mundiais, era cada vez mais requisitada, e o Amazonas, como um dos principais produtores mundiais, orientou sua economia para atender à crescente demanda. Intensificou-se o processo de migração para Manaus de brasileiros de outras regiões, sobretudo nordestinos. De acordo com o censo de 1872, 2 199 estrangeiros imigraram para o Amazonas, atraídos pela produção da borracha, sendo que a maioria destes passou a viver em Manaus. Os imigrantes eram, principalmente, portugueses, ingleses, franceses, italianos e de outras regiões da América, gerando um crescimento demográfico que obrigou a cidade a passar por mudanças significativas.
Naquela época, o Nordeste brasileiro foi atingido pela Grande Seca (1877-1878), que causou mais de um milhão de mortes, além de uma grande epidemia de cólera. Muitos nordestinos vieram para Manaus fugidos deste fenômeno, chegando ao local em grandes massas. Apesar do declínio da borracha no início do século XX, a cidade continuou a receber um notável número de imigrantes. O censo de 1920 registrou 9 963 habitantes estrangeiros no Amazonas, com a maior parte destes vivendo em Manaus. Japoneses, turcos e alemães foram registrados neste censo.
Em 1892, iniciou-se o governo de Eduardo Ribeiro, que teve um papel importante na transformação da cidade, através da elaboração e execução de um plano para coordenar o seu crescimento. Esse período (1890-1910) é conhecido como fase áurea da borracha. A cidade ganhou o serviço de transporte coletivo de bondes elétricos, telefonia, energia elétrica (segunda rede elétrica do Brasil datada de 1895) e água encanada, além de um porto flutuante, que passou a receber navios dos mais variados calados e de diversas bandeiras. A metrópole da borracha iniciou os anos de 1900 com uma população acima de 50 mil habitantes, com ruas retas e longas, calçadas com granito e pedras de lioz importadas de Portugal, praças e jardins bem cuidados, belas fontes e monumentos, um teatro suntuoso, hotéis, estabelecimentos bancários, palácios e todos os requintes de uma cidade moderna.
Em 1910, Manaus ainda vivia a euforia dos preços altos da borracha, quando foi surpreendida pela fortíssima concorrência da borracha natural plantada e extraída dos seringais da Ásia, que invadiu vertiginosamente os mercados internacionais. Era o fim do domínio da exportação do produto dos seringais naturais da Amazônia (quase que exclusivamente gerada no Amazonas), deflagrando o início de uma lenta agonia econômica para a região. O desempenho do comércio manauara tornou-se crítico e as importações de artigos de luxo e supérfluos caíram rapidamente. Manaus, abandonada por aqueles que podiam partir, passou por uma grande crise financeira. Os edifícios e os diferentes serviços públicos entraram em estado de abandono.

### Industrialização e metropolização
Com a implantação da Zona Franca de Manaus em 1967, a cidade novamente ocupou lugar de destaque entre as principais do Brasil e da América Latina. Ao lado de Cuiabá, capital de Mato Grosso, é a capital que mais cresceu economicamente nos últimos quarenta anos, fato explicado principalmente pelo processo de industrialização em Manaus, que também atraiu milhares de migrantes que ocuparam de forma desordenada a periferia da cidade.
O governo militar no Brasil tinha como proposta ocupar uma região até então pouco povoada, com a justificativa de criar condições de rentabilidade econômica. A grandíssima expansão urbana e demográfica de Manaus na década de 1970 trouxe consequências positivas e negativas para o município, que viu-se obrigado a abrigar cada vez mais migrantes vindos de vários estados brasileiros e do interior do estado, atraídos por uma melhor qualidade de vida.
Na década de 1970, com o boom da industrialização, a cidade foi dotada de uma ampla rede comercial, redes de comunicação e serviços que até os dias atuais atendem à toda Amazônia Ocidental. Em estudo de 1978, Manaus foi reconhecida como metrópole regional por parte do Instituto Brasileiro de Geografia e Estatística (IBGE).
Como medida para desvirtuar as grandes ocupações irregulares de lotes em Manaus, o governo passou a criar loteamentos de terra regulares voltados para os migrantes que chegavam à cidade. Bairros como Cidade Nova, São José Operário e Armando Mendes surgiram desta iniciativa. Neste período, acentuaram-se as degradações ambientais, principalmente nas zonas leste e norte, uma vez que essas regiões da cidade sofreram os maiores impactos ambientais, poluição de rios e perda de biodiversidade e mata nativa nos últimos anos.
Em 10 de julho de 1980, milhares de pessoas tomaram a Catedral Metropolitana de Manaus, e seu entorno, para receber o Papa João Paulo II. Na catedral, o Papa encontrou-se com autoridades eclesiásticas e discursou.
Em 1991, o município ultrapassou a marca de 1 milhão de habitantes, e, em 2014, ultrapassou os 2 milhões, dobrando a população em 23 anos. Configura-se atualmente na vigésima sexta cidade mais populosa da América e na sétima mais populosa do Brasil, abrigando pouco mais da metade da população do Amazonas. Na questão econômica e educacional, está entre os cinco municípios brasileiros com participação acima de 0,5% no PIB do país que mais crescem economicamente, e abriga a universidade mais antiga do país, a Universidade Federal do Amazonas, fundada em 1909.

## Geografia

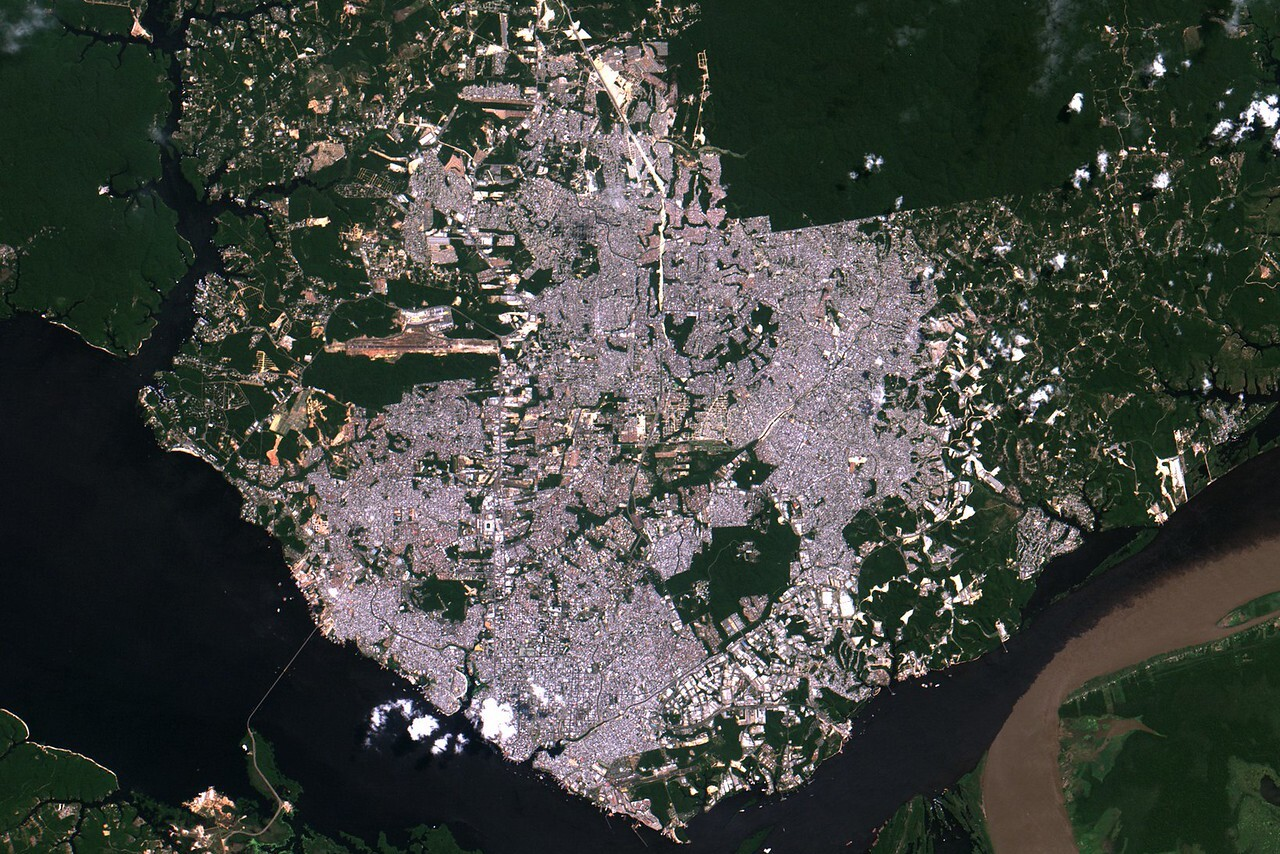
Imagem de satélite de Manaus

Manaus localiza-se na margem esquerda do rio Negro com uma área de 11.401,092 km² e densidade demográfica de 191,45 habitantes por km², sendo a segunda maior capital estadual no Brasil em área territorial. Ilhas, arquipélagos, praias e áreas ecológicas são encontrados próximos à cidade, com destaque para o arquipélago de Anavilhanas, situado nos limites com Novo Airão, e o Encontro das Águas, famoso cartão-postal da cidade. Limita-se com os municípios de Presidente Figueiredo, Careiro, Iranduba, Rio Preto da Eva, Itacoatiara e Novo Airão. Manaus possui a quarta maior área urbana do país com 427 km², segundo dados da Embrapa divulgados em 2017. É a maior área urbana por município das regiões Norte e Nordeste.
A vegetação da capital é densa, e tipicamente coberta pela floresta amazônica. Com uma flora diversificada, abriga vários tipos de plantas, além da vitória-régia, uma espécie aquática ornamental. Existem plantas bem próximas umas das outras, o que torna a vegetação úmida e impenetrável. Há espécies com folhas permanentes, encarregadas de deixar a floresta com um verde intenso o ano todo. Algumas árvores de origem amazônica, como a Andiroba e Mafumeira (também conhecida como Sumaúma), são cultivadas em parques da cidade, como o Parque do Mindu e o Parque Estadual Sumaúma. Este último recebe este nome em razão da grande quantidade de árvores mafumeiras que possui e é atualmente um parque estadual. Répteis como tartarugas, caimões e víboras também ali habitam. Toda a fauna da floresta tropical úmida presente na Amazônia também se encontra na cidade. Nas áreas rurais do município, há inúmeras espécies de plantas e pássaros, inúmeros anfíbios e milhões de insetos.

### Hidrografia

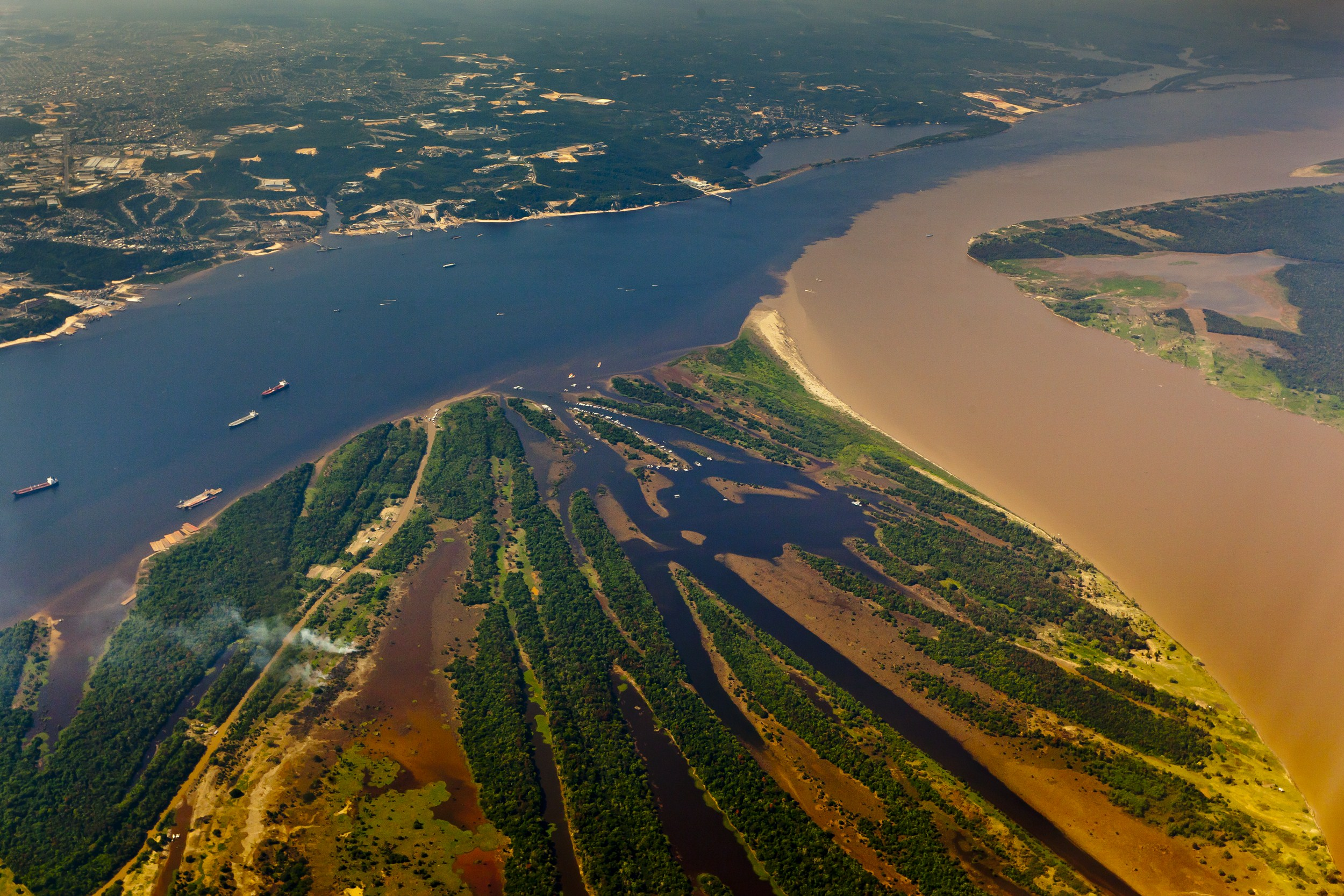
Encontro dos rios Negro e Solimões, onde formam o rio Amazonas, o maior rio em volume de água do mundo.

A hidrografia de Manaus é formada por quatro bacias: Educandos, São Raimundo, Tarumã e Puraquequara e várias microbacias ou sub-bacias. Como a rede de drenagem é muito extensa, característica da região, é formada por diferentes processos geossistêmicos que atuam de diversas formas e em diferentes intensidades no tempo e no espaço, tais como o clima, o solo, o relevo, a hidrografia e a sociedade e seus espaços.
As bacias hidrográficas urbanizadas merecem destaque tanto pela extensão territorial quanto número de indivíduos morando em sua área de abrangência, que foram denominadas segundo a identificação da Secretaria Municipal de Meio Ambiente e Sustentabilidade (SEMMAS): Bacias Hidrográficas do Tarumã e do Puraquequara, que estão parcialmente inseridas na malha urbana manauara, e Bacias do São Raimundo e do Educandos que se encontram integralmente no perímetro urbano de Manaus. Além das bacias menores, relativamente que são: bacias do Mauá, Mauazinho, Colônia Antônio Aleixo, Refinaria e Ponta Pelada.
Os grandes mamíferos da água, como o peixe-boi e o boto-cor-de-rosa, são encontrados principalmente em regiões sem muita movimentação do rio Negro, em lagos encontrados no bairro Tarumã e também em alguns reservatórios da cidade, como o Instituto Nacional de Pesquisas da Amazônia (INPA). Há pássaros e peixes de todas as espécies, plumagens e peles. Em algumas regiões ao longo do rio Amazonas, floresce a planta Vitória-régia, cujas folhas circulares chegam a mais de um metro de diâmetro.

### Parques e espaços públicos
Há importantes parques, reservas ecológicas e espaços públicos no município, com boa parte deles sendo administrada pela Secretaria Municipal de Meio Ambiente e Sustentabilidade (SEMMAS), Secretaria de Estado da Cultura (SEC) e Secretaria de Meio Ambiente e Desenvolvimento Sustentável do Amazonas (SDS). Alguns destes espaços são o Bosque da Ciência, Parque Municipal do Mindu, o Parque Estadual Sumaúma, o Parque dos Bilhares, o Jardim Botânico de Manaus, o Parque Senador Jefferson Peres, o Parque Lagoa do Japiim, o Parque Rio Negro, entre outros.
Os três principais parques municipais são o Parque Municipal do Mindu, o Parque dos Bilhares e o Jardim Botânico Adolpho Ducke. O Parque do Mindu está situado no bairro Parque 10 de Novembro, tendo sido criado em 1993, por meio da Lei Municipal nº 219 de 11 de novembro. Possui 40,8 hectares e abriga uma considerável população de soim-de-coleira - um pequeno símio existente apenas na região de Manaus e, portanto, endêmica - além de um orquidário, um canteiro de ervas com propriedades terapêuticas e aromáticas e trilhas suspensas.
O Bilhares é um parque de menor tamanho, estando localizado no bairro da Chapada. O Jardim Botânico Adolpho Ducke, situado no bairro Cidade de Deus, é caracterizado por mais de três quilômetros de trilhas, além de inúmeras espécies de animais em extinção, como araras, tucanos, tatus e onças-pintadas, distribuídas em 100 km².
O Parque Estadual Sumaúma, regulamentado pelo decreto nº 23.721 de 5 de setembro de 2003, é a única unidade de conservação (UC) de caráter estadual situada na área urbana do município. Localiza-se no bairro Cidade Nova e caracteriza-se por ser o menor parque estadual do Amazonas em área, com pouco mais de 52 hectares.

### Problemas ambientais

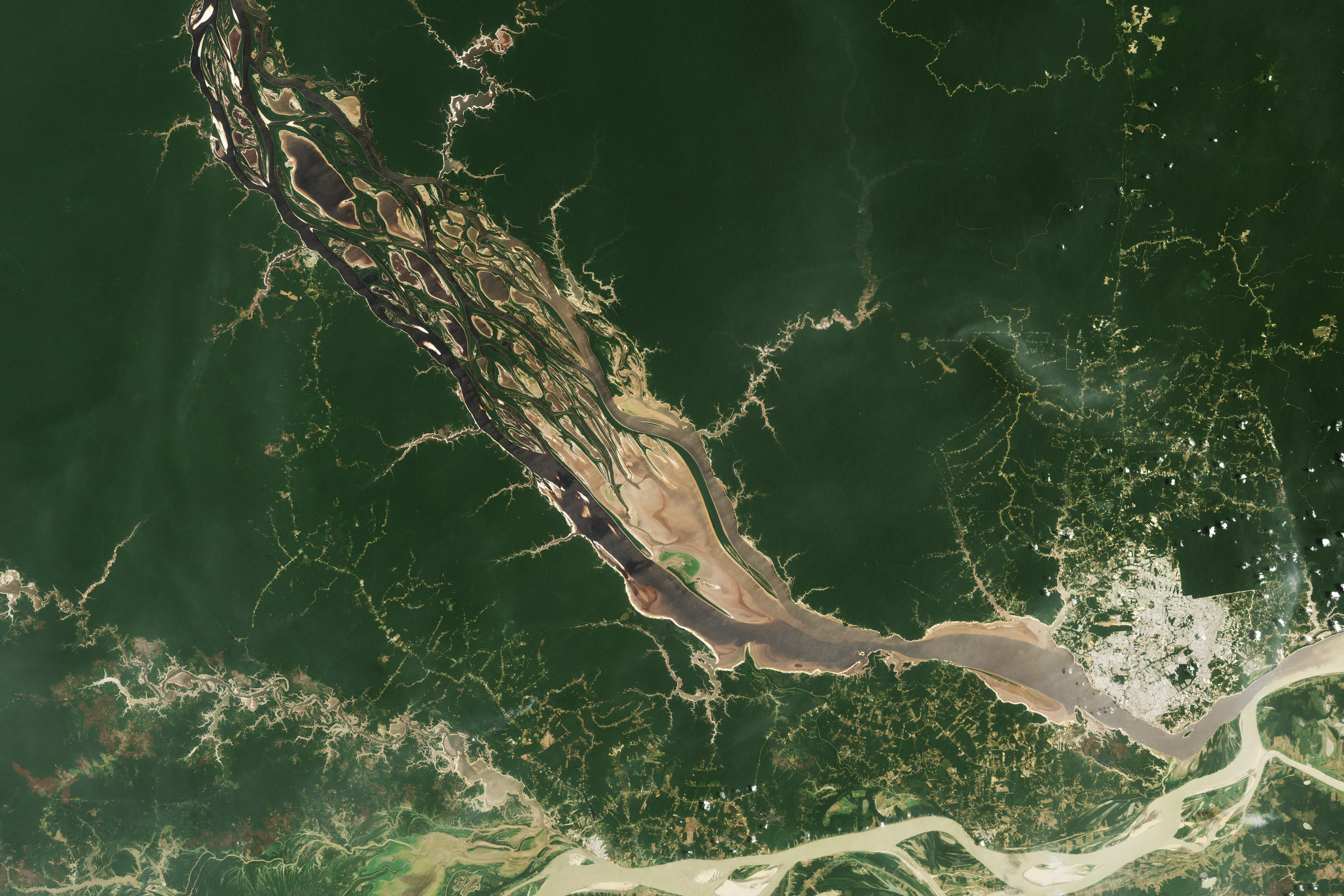
Fotografia de satélite da NASA registra seca histórica na Região Metropolitana de Manaus, em outubro de 2023.

A poluição atmosférica do ar na cidade é intensa, devido principalmente à enorme quantidade de automóveis que circulam diariamente na cidade e às indústrias pertencentes ao Polo Industrial de Manaus. Um estudo do Instituto Nacional de Pesquisas da Amazônia (INPA), ressaltou que a região do Eldorado é a que apresenta o maior índice de poluição do ar, com alta concentração de dióxido de nitrogênio. O mesmo estudo afirmou que a poluição na cidade se dá de forma mais densa nos meses de agosto e setembro.  No dia 26 de novembro de 2009, foi registrado um caso de chuva ácida em Manaus.
Na questão territorial, Manaus sofreu diversas ocupações irregulares em suas áreas verdes entre as décadas de 1970 e 1980, que originaram, por sua vez, grande parte dos bairros periféricos da zona urbana. Em 2006, verificou-se que o município já havia desmatado 22% de sua área urbana. Até meados da década de 1970, a população manauara concentrava-se, sobretudo, nas regiões sul, centro-sul, oeste e centro-oeste do município, havendo uma densa população vivendo às margens de igarapés.
Um estudo realizado pelo Instituto de Pesquisa Ambiental da Amazônia (IPAM) constatou que os córregos de Manaus poderão desaparecer devido à poluição crescente, advinda da irregularidade do sistema de esgoto dos domicílios da cidade e do processo de recuperação dos córregos. Partes dos rios Negro e Solimões também encontram-se em estado de poluição. A degradação dos igarapés de Manaus e o déficit de saneamento básico e ambiental são problemas com o reflexo direto na saúde de seus habitantes.  O problema da poluição, falta de tratamento e de distribuição da água também é agravado pela ocupação irregular das áreas de mananciais, ocasionada pela expansão urbana.
Em 16 de outubro de 2023, o Rio Negro atingiu o nível de 13,51m em Manaus, conforme o monitoramento realizado pela Agência Nacional de Águas e Saneamento Básico (ANA) em parceria com o Serviço Geológico do Brasil (SGB). Este é o menor nível registrado nos 122 anos de acompanhamento do rio Negro no Porto de Manaus. A seca comprometeu a navegabilidade dos rios dificultando o transporte de cargas e de passageiros.

### Clima
| Maiores acumulados de precipitação em 24 horas registrados em Manaus por meses (INMET) | Maiores acumulados de precipitação em 24 horas registrados em Manaus por meses (INMET) | Maiores acumulados de precipitação em 24 horas registrados em Manaus por meses (INMET) | Maiores acumulados de precipitação em 24 horas registrados em Manaus por meses (INMET) | Maiores acumulados de precipitação em 24 horas registrados em Manaus por meses (INMET) | Maiores acumulados de precipitação em 24 horas registrados em Manaus por meses (INMET) |
| Mês                                                                                    | Acumulado                                                                              | Data                                                                                   | Mês                                                                                    | Acumulado                                                                              | Data                                                                                   |
| -------------------------------------------------------------------------------------- | -------------------------------------------------------------------------------------- | -------------------------------------------------------------------------------------- | -------------------------------------------------------------------------------------- | -------------------------------------------------------------------------------------- | -------------------------------------------------------------------------------------- |
| Janeiro                                                                                | 155 mm                                                                                 | 15/01/1996                                                                             | Julho                                                                                  | 62,8 mm                                                                                | 17/07/1933                                                                             |
| Fevereiro                                                                              | 149,2 mm                                                                               | 09/02/1952                                                                             | Agosto                                                                                 | 83,2 mm                                                                                | 10/08/2025                                                                             |
| Março                                                                                  | 168,3 mm                                                                               | 08/03/1968                                                                             | Setembro                                                                               | 143,2 mm                                                                               | 28/09/2019                                                                             |
| Abril                                                                                  | 180,8 mm                                                                               | 08/04/1967                                                                             | Outubro                                                                                | 135,2 mm                                                                               | 21/10/1979                                                                             |
| Maio                                                                                   | 113,7 mm                                                                               | 13/05/1961                                                                             | Novembro                                                                               | 135,4 mm                                                                               | 22/11/1954                                                                             |
| Junho                                                                                  | 74 mm                                                                                  | 06/06/1933                                                                             | Dezembro                                                                               | 132,5 mm                                                                               | 21/12/2010                                                                             |
| Período: 1925-presente                                                                 |                                                                                        |                                                                                        |                                                                                        |                                                                                        |                                                                                        |

O clima de Manaus é considerado tropical úmido de monção (tipo Am segundo Köppen), com temperatura média compensada anual de 27 °C e umidade do ar relativamente elevada, com índice pluviométrico em torno de 2 300 milímetros (mm) anuais. As estações do ano são relativamente bem definidas no que diz respeito à chuva: o verão é muito chuvoso e o inverno relativamente seco. Já houve ocorrências pontuais de chuva de granizo na cidade.
Devido à proximidade da linha do equador, o calor é constante do clima local. São inexistentes os dias de frio no inverno, e raramente massas de ar polar muito intensas no centro-sul do país e sudoeste amazônico têm algum efeito sobre a cidade, como ocorreu em julho e agosto de 1955, mas, apesar de raras, quando influenciam no clima, podem fazer com que a temperatura possa cair para 18 °C. Sua localização no meio da floresta normalmente evita extremos de calor e torna a cidade úmida.
Segundo dados da estação meteorológica convencional do Instituto Nacional de Meteorologia (INMET) na cidade, desde 1931 a menor temperatura registrada em Manaus ocorreu em 18 de julho de 1975, com mínima de 17,8 °C, e a maior atingiu 40 °C em 10 de outubro de 2023. O maior acumulado de precipitação em 24 horas foi de 180,8 mm em 8 de abril de 1967. Outros grandes acumulados iguais ou superiores a 150 mm foram: 168,3 mm em 8 de março de 1968, 160,8 mm em 26 de abril de 2020, 155 mm em 15 de janeiro de 1996, 154,4 mm em 20 de abril de 2000, 151 mm em 20 de março de 1983 e 150,8 mm em 8 de março de 1978. Desde maio de 2000, quando o INMET instalou uma estação automática no mesmo local da convencional, o menor nível de umidade relativa do ar (URA) foi de 18% em 11 de agosto de 2011.
| Dados climatológicos para Manaus (OMM: 82331)                                            | Dados climatológicos para Manaus (OMM: 82331) | Dados climatológicos para Manaus (OMM: 82331) | Dados climatológicos para Manaus (OMM: 82331) | Dados climatológicos para Manaus (OMM: 82331) | Dados climatológicos para Manaus (OMM: 82331) | Dados climatológicos para Manaus (OMM: 82331) | Dados climatológicos para Manaus (OMM: 82331) | Dados climatológicos para Manaus (OMM: 82331) | Dados climatológicos para Manaus (OMM: 82331) | Dados climatológicos para Manaus (OMM: 82331) | Dados climatológicos para Manaus (OMM: 82331) | Dados climatológicos para Manaus (OMM: 82331) | Dados climatológicos para Manaus (OMM: 82331) |
| Mês                                                                                      | Jan                                           | Fev                                           | Mar                                           | Abr                                           | Mai                                           | Jun                                           | Jul                                           | Ago                                           | Set                                           | Out                                           | Nov                                           | Dez                                           | Ano                                           |
| ---------------------------------------------------------------------------------------- | --------------------------------------------- | --------------------------------------------- | --------------------------------------------- | --------------------------------------------- | --------------------------------------------- | --------------------------------------------- | --------------------------------------------- | --------------------------------------------- | --------------------------------------------- | --------------------------------------------- | --------------------------------------------- | --------------------------------------------- | --------------------------------------------- |
| Temperatura máxima recorde (°C)                                                          | 37                                            | 36,1                                          | 36,2                                          | 35,4                                          | 34,7                                          | 35,1                                          | 37,1                                          | 38                                            | 39,3                                          | 40                                            | 38,5                                          | 37,3                                          | 40                                            |
| Temperatura máxima média (°C)                                                            | 31,3                                          | 31,1                                          | 31,2                                          | 31,3                                          | 31,5                                          | 31,9                                          | 32,5                                          | 33,6                                          | 34,1                                          | 34                                            | 33                                            | 32                                            | 32,3                                          |
| Temperatura média compensada (°C)                                                        | 26,6                                          | 26,6                                          | 26,6                                          | 26,7                                          | 27                                            | 27,3                                          | 27,5                                          | 28,2                                          | 28,6                                          | 28,5                                          | 28                                            | 27,2                                          | 27,4                                          |
| Temperatura mínima média (°C)                                                            | 23,6                                          | 23,6                                          | 23,7                                          | 23,7                                          | 23,9                                          | 23,8                                          | 23,7                                          | 24,1                                          | 24,5                                          | 24,6                                          | 24,4                                          | 24                                            | 24                                            |
| Temperatura mínima recorde (°C)                                                          | 18,5                                          | 18                                            | 19                                            | 18,5                                          | 19,5                                          | 19,2                                          | 17,8                                          | 18                                            | 20                                            | 19,4                                          | 19,3                                          | 19                                            | 17,8                                          |
| Precipitação (mm)                                                                        | 305,6                                         | 296,8                                         | 320,9                                         | 331                                           | 233,3                                         | 117,2                                         | 67,1                                          | 56,1                                          | 79                                            | 113,9                                         | 188                                           | 253,5                                         | 2 362,4                                       |
| Dias com precipitação (≥ 1 mm)                                                           | 19                                            | 18                                            | 19                                            | 18                                            | 16                                            | 10                                            | 7                                             | 6                                             | 6                                             | 8                                             | 10                                            | 15                                            | 152                                           |
| Umidade relativa compensada (%)                                                          | 84,8                                          | 85,1                                          | 85,8                                          | 85,6                                          | 84,4                                          | 80,8                                          | 77,4                                          | 74,6                                          | 74,6                                          | 76,1                                          | 79,3                                          | 83                                            | 81                                            |
| Insolação (h)                                                                            | 122,7                                         | 98                                            | 104,3                                         | 113,6                                         | 141,9                                         | 191                                           | 223,1                                         | 222,5                                         | 196,4                                         | 173,5                                         | 150,7                                         | 126,6                                         | 1 864,3                                       |
| Fonte: INMET (normal climatológica de 1991-2020; recordes de temperatura: 1931-presente) |                                               |                                               |                                               |                                               |                                               |                                               |                                               |                                               |                                               |                                               |                                               |                                               |                                               |

## Demografia

### Desenvolvimento humano
A cidade apresenta bons índices, constituindo-se um ótimo lugar para concentração de investimentos.
Segundo dados divulgados pelo Programa das Nações Unidas para o Desenvolvimento (PNUD), o Índice de Desenvolvimento Humano (IDH) é de 0,737, considerado elevado. De acordo com dados de 2010, e a esperança de vida é de 74,5 anos, um aumento de 8,6 anos desde 1991, quando o município registrou 65,9 anos em esperança de vida. A esperança de vida é maior nas zonas sul, centro-sul e centro-oeste, comparando com as demais regiões da área urbana.
A população de Manaus é de 2 279 686 habitantes, conforme estimativas do Instituto Brasileiro de Geografia e Estatística (IBGE) em 2024, o que a coloca na posição de sétima cidade mais populosa brasileira, após São Paulo, Rio de Janeiro, Brasília, Fortaleza, Salvador e Belo Horizonte. Destes, 48,82% são homens e 51,18% são mulheres; e 99,49% vivem em área urbana e 0,51 % em área rural. Entre as capitais estaduais brasileiras, foi Manaus quem registrou o maior crescimento populacional nas últimas décadas, de 22,24%, ultrapassando Recife e Curitiba. A taxa de fecundidade era de 2,1 filhos por mulher em 2010, e mais da metade da população (67,69%) tinha entre 15 e 64 anos de idade. Em 2008, 97,63% de sua população era alfabetizada e, em 2010, 3,75% viviam em situação de extrema pobreza.
A maior parte da população encontra-se nas zonas norte e leste da cidade, sendo a Cidade Nova o bairro mais populoso, com 121 135 habitantes. Com o início da industrialização na cidade, após a instalação do Polo Industrial de Manaus em 1967, o crescimento demográfico e populacional aumentou significativamente na capital do Amazonas. Segundo os resultados dos últimos censos, a população da cidade elevou-se de 175 343 habitantes, em 1960, para 314 197 habitantes em 1970. Daí até 1991 a população cresceu para 1 010 544 habitantes, elevando sua densidade para 90,0 hab./km². Em termos percentuais, o aumento populacional entre 1960 e 1970 foi de 79,2% enquanto que de 1970 a 1980 foi de 104,5%.

### Expansão demográfica
Até meados da década de 1970, os espaços urbanos e aglomerados estavam limitados às zonas administrativas sul, centro-sul, oeste e centro-oeste. A área portuária da cidade era intensamente povoada, com pouca densidade nas regiões norte e leste. Após o boom da industrialização na década de 70, a cidade recebeu forte migração, e outras áreas e novos bairros na cidade foram surgindo, sendo que alguns através de ocupações irregulares, como é o caso do bairro Coroado, que ocupou parte da área verde pertencente à Universidade Federal do Amazonas.
No início da década de 1980 iniciou-se um intenso processo de ocupação das áreas periféricas da cidade. A expansão para as zonas administrativas leste e norte, seja por ocupações regulares ou irregulares, marcaram o início do uso do solo estratificado e as novas ocupações que foram se formando na cidade já surgiram bem mais marcadas pelo nível de renda dos seus habitantes. Muitos dos maiores bairros que existem atualmente na cidade surgiram nessa década. Entre eles, os bairros de São José Operário, Zumbi dos Palmares, Jorge Teixeira e Santa Etelvina. A grande concentração populacional nas zonas leste e norte são, em parte, responsáveis pelo agravamento de problemas relacionados à ocupação desordenada do solo, destruições da cobertura vegetal, poluição dos corpos d'água e deficiência do saneamento básico.
O crescimento urbano de Manaus foi o maior da região Norte. Nos últimos dez anos, a cidade apresentou uma das maiores taxas média geométrica de crescimento anual. A taxa de crescimento urbano tem sido maior que a taxa nacional, apesar de ter sofrido uma queda no último censo. A intensa urbanização da cidade, muitas vezes de forma desordenada, ao longo das décadas de 1980 e 1990, contribuíram para que sua área urbana perdesse cerca de 65% de cobertura vegetal. Entre 1986 e 2004, foram degradadas 20% da vegetação da zona urbana do município.
O atual crescimento urbano de Manaus concentra-se, sobretudo, na zona norte da cidade. As zonas sul, centro-sul e centro-oeste estão consolidadas enquanto espaço urbano em toda sua extensão. A zona leste, apesar de possuir uma imensa área ainda não ocupada efetivamente, não dispõe mais de espaços, pois a área que pertence ao Distrito Industrial representa 45% do total da área da região. Um relatório da fundação City Mayors, que estudou os principais centros urbanos do mundo entre 2006 e 2014, colocou Manaus como a 62.ª área urbana que mais cresce em população no mundo, com 2,83% de taxa média de crescimento anual.
O processo de conurbação atualmente em curso na chamada Grande Manaus vem criando uma metrópole, cujo centro está em Manaus e atinge os municípios de Iranduba e Manacapuru. Em 30 de maio de 2007, foi criada a Região Metropolitana de Manaus, através da Lei Estadual nº 52. com vistas à organização, ao planejamento e à execução de funções públicas e serviços de interesse metropolitano ou comuns. Atualmente é constituída por 13 municípios, sendo a maior metrópole da região Norte com mais de 2,6 milhões de habitantes e a décima primeira mais populosa do Brasil. Seu Produto Interno Bruto (PIB) somava em 2016 cerca de 76,613 bilhões de reais, dos quais cerca de 90% pertenciam à cidade de Manaus.

### Composição étnica e migração
Manaus é uma cidade marcada pelos traços culturais, políticos e econômicos herdados dos colonizadores europeus e dos indígenas. Os indígenas iniciaram a ocupação humana na Amazônia, e seus descendentes, os caboclos, desenvolveram-se em contato íntimo com o meio ambiente, adaptando-se às peculiaridades regionais e oportunidades oferecidas pela floresta.

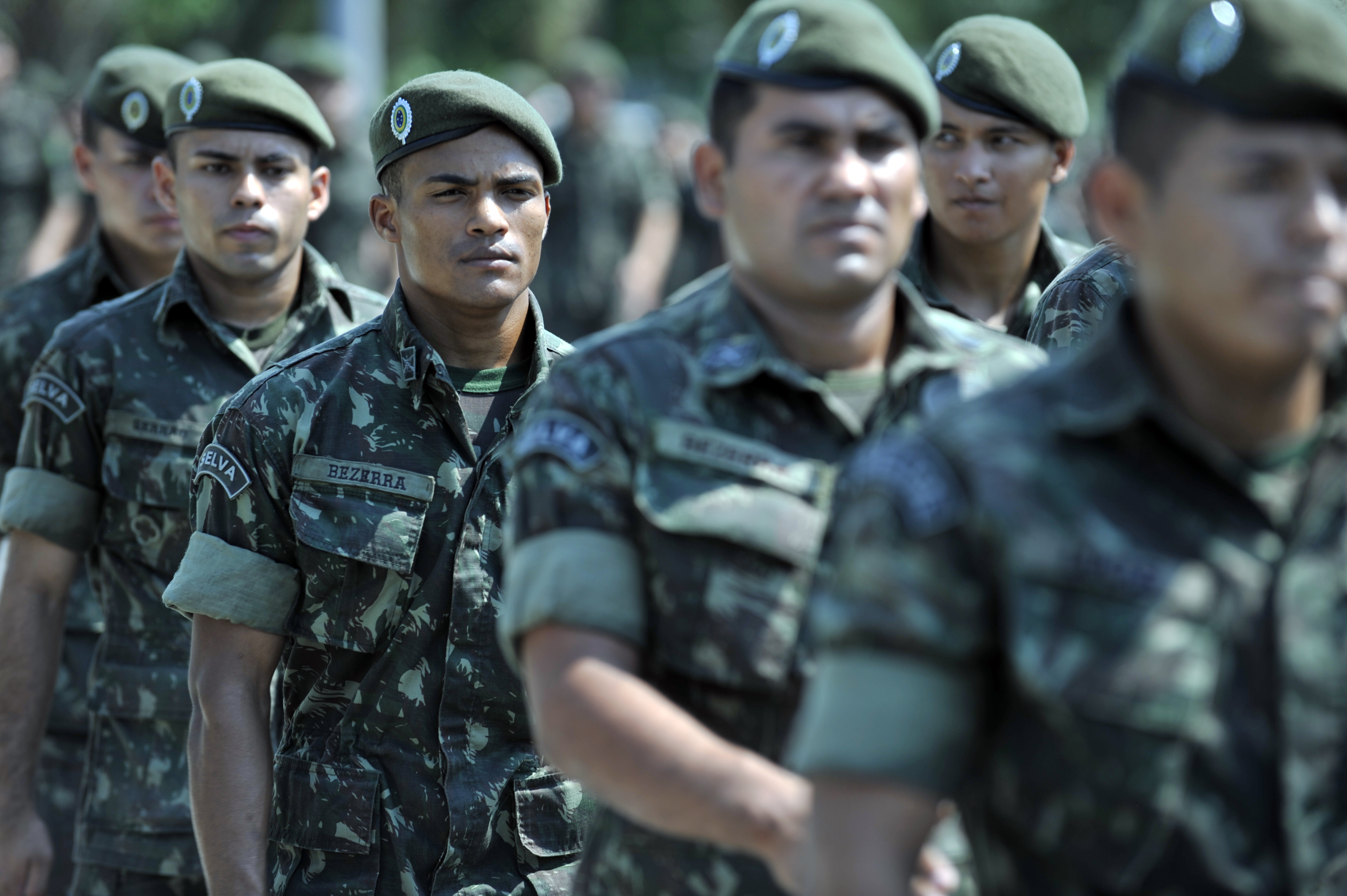
Formatura do Exército Brasileiro no Comando Militar da Amazônia.

Na sua formação histórica, a demografia de Manaus é o resultado da miscigenação das três etnias básicas que compõem a população brasileira: o indígena, o europeu e o negro, formando, assim, os mestiços da região (caboclos). Mais tarde, com a chegada de outros imigrantes vindos da Europa e de outras regiões do mundo, como japoneses, árabes e marroquinos, formou-se uma cultura de característica singular, vista nos valores e modo de vida dos habitantes da cidade.
Segundo dados do censo de 2022 do IBGE, a população de Manaus está composta por: pardos (69,56% ou 1.435.484 habitantes), brancos (23,73% ou 489.674 habitantes), pretos (5,58% ou 115.141 habitantes), Indígenas (0,91% ou 18.854 habitantes) e Amarelos (0,22% ou 4.463 habitantes). Há ainda, 73 pessoas que não declararam suas etnias. Segundo um estudo genético de 2013, a ancestralidade dos habitantes de Manaus é 45,9% europeia, 37,8% indígena e 16,3% africana.
A migração direcionada a Manaus dá-se principalmente entre os nordestinos, sobretudo cearenses e maranhenses. Há uma numerosa migração de pessoas naturais da própria região norte, como do Oeste do Pará e dos estados do Acre, Roraima e Rondônia. Naturais dos estados de São Paulo e Rio Grande do Sul também fazem-se bastante presentes. A migração nordestina ocorreu especialmente no auge da borracha e da instalação da Zona Franca de Manaus, entre o séculos XIX e a década de 1960. Conforme dados do censo de 2010, do total de habitantes residentes em Manaus, 563 008 destes (31,24%) não haviam nascido no município. Entre os habitantes naturais de outras unidades da federação, o Pará era o estado com maior presença, com 125 936 pessoas (6,99%), seguido do Maranhão, com 26 226 residentes (1,46%), e Ceará, com 24 421 habitantes residentes no município (1,36%).

### Religião

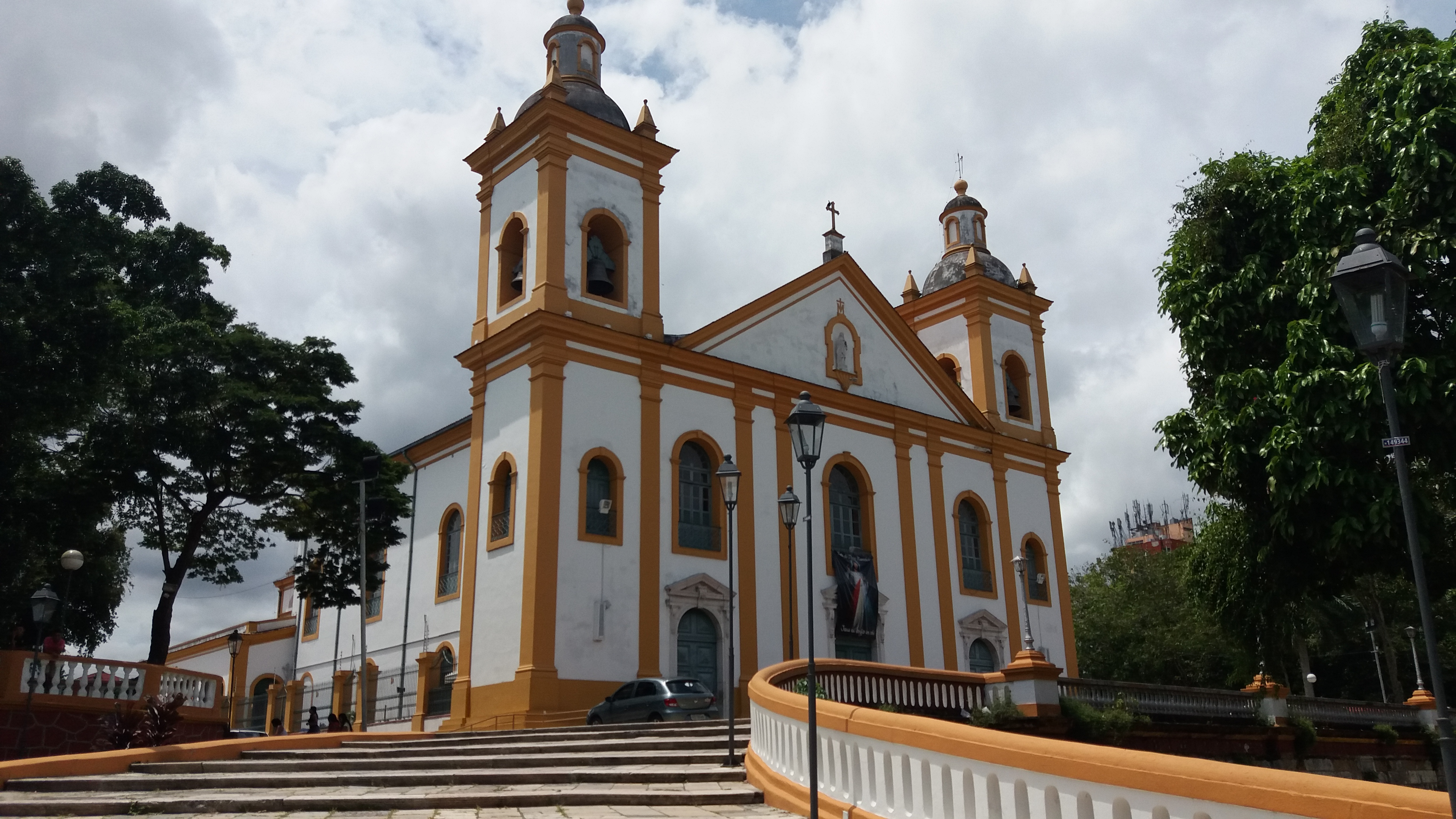
Catedral Metropolitana de Manaus

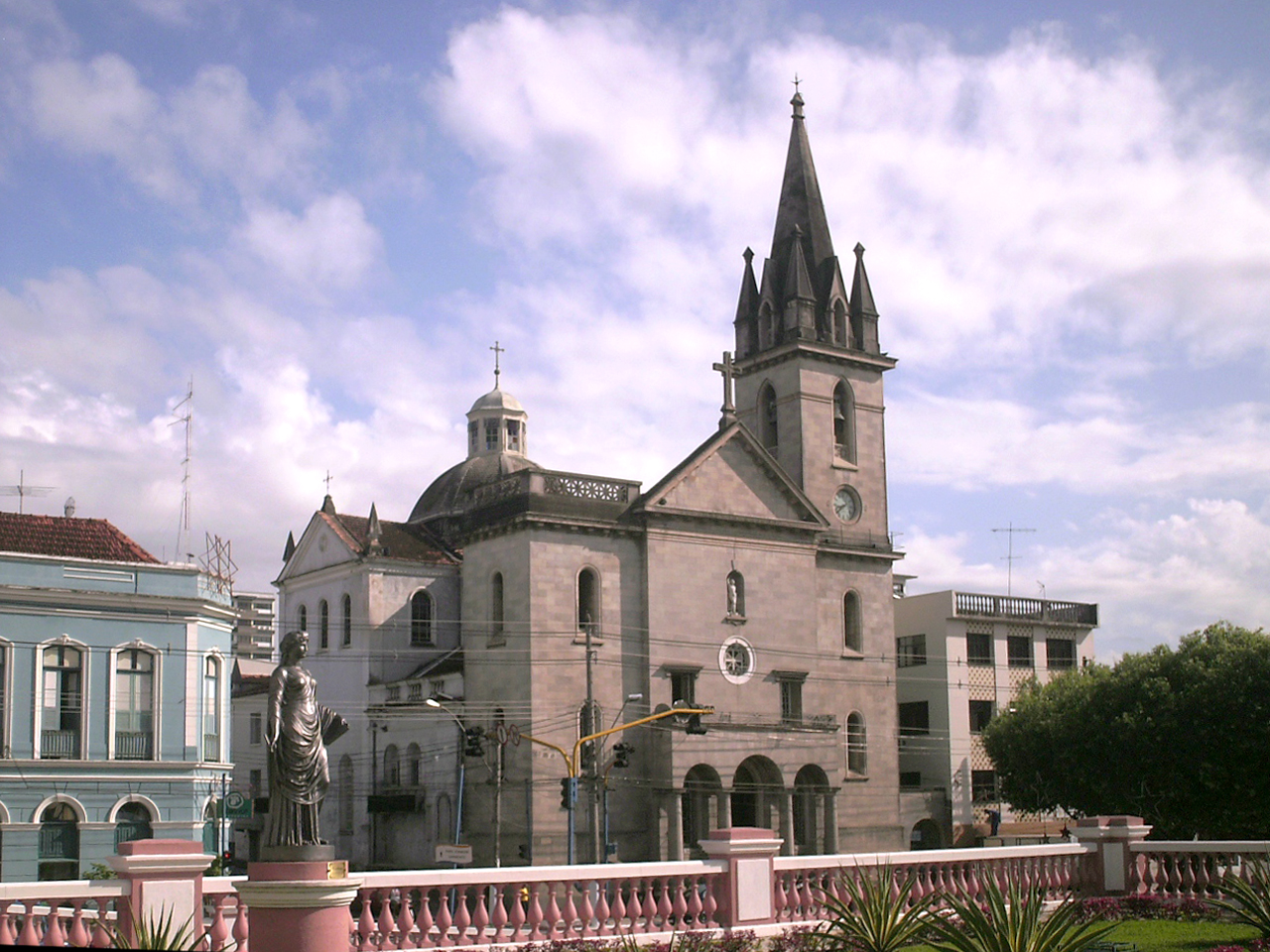
Igreja de São Sebastião

Tratando sobre as religiões, são diversas as manifestações religiosas presentes na cidade. Embora tenha se desenvolvido sobre uma matriz social eminentemente católica, tanto devido à colonização quanto à imigração é possível encontrar atualmente dezenas de denominações protestantes diferentes, assim como a prática do candomblé, do Islão, do judaísmo, do espiritismo, entre outras. Nos últimos anos, o budismo, o mormonismo e as religiões orientais têm crescido bastante na cidade. Estima-se que há mais de mil seguidores budistas, seichonoitas e hinduístas.
De acordo com dados do censo de 2010 do IBGE, a população de Manaus está composta por: católicos (53,68%); protestantes (35,56%); pessoas sem religião (6,82 %); espíritas (0,74 %); budistas (0,08%); e judeus (0,07%). Entre as igrejas protestantes, destacam-se a Assembleia de Deus (11,59%), Igreja Batista (3,18%) e Igreja Universal do Reino de Deus (1,97%). Entre as denominações cristãs restauracionistas, as que possuem maior número de adeptos são as Testemunhas de Jeová (0,72%) e A Igreja de Jesus Cristo dos Santos dos Últimos Dias (0,41%). Entre as novas religiões orientais, destaca-se a Igreja Messiânica Mundial (0,03%). A Umbanda e o Candomblé representam juntas 0,07% da população religiosa. Tradições esotéricas são realizadas por 0,03% da população, e as religiões indígenas e tribais são seguidas por 0,01% dos religiosos. Segundo o censo brasileiro de 2022, a composição religiosa da cidade era de 44,38% católicos, 39,49% evangélicos ou protestantes, 0,63% espíritas, 0,53% umbandistas ou candomblecistas, 0,02% religião tradicional, 5,98% outra religião, 8,85% irreligiosos, 0,08% desconhecidos e 0,05% não declarados.
A cidade possui os mais diversos credos protestantes ou reformados, como a Igreja Mundial do Poder de Deus, Igreja Presbiteriana, Igreja do Evangelho Quadrangular, Igreja Internacional da Graça de Deus, Igreja Metodista, a Igreja de Deus Pentecostal do Brasil, a Igreja Episcopal Anglicana do Brasil, A Igreja de Jesus Cristo dos Santos dos Últimos Dias, a Igreja Batista, a Igreja Adventista do Sétimo Dia, a Igreja Universal do Reino de Deus, as Testemunhas de Jeová dentre outras. Há um considerável avanço dessas igrejas.
Há em Manaus um Templo mórmon, de propriedade de A Igreja de Jesus Cristo dos Santos dos Últimos Dias. O templo é o único da denominação religiosa na Amazônia e o sexto construído no Brasil. O templo é visitado pelos fiéis da igreja que vivem nos estados de Rondônia, Roraima, Acre, Amapá e Pará, e possui um centro de visitantes aberto aos não-membros. No país, além de Manaus, há templos mórmons apenas em São Paulo, Recife, Campinas, Porto Alegre, Curitiba e Fortaleza.
Há também em Manaus um Templo da Comunidade Judaica, a Beit Yaacov/Rebi Meyr, fundada no século XIX por judeus sefaradim originários do Norte da África: Fez, Tânger, Tetuão, Casablanca, Salé, Rabat, Marraquexe, e outros lugares, incluindo também Portugal.

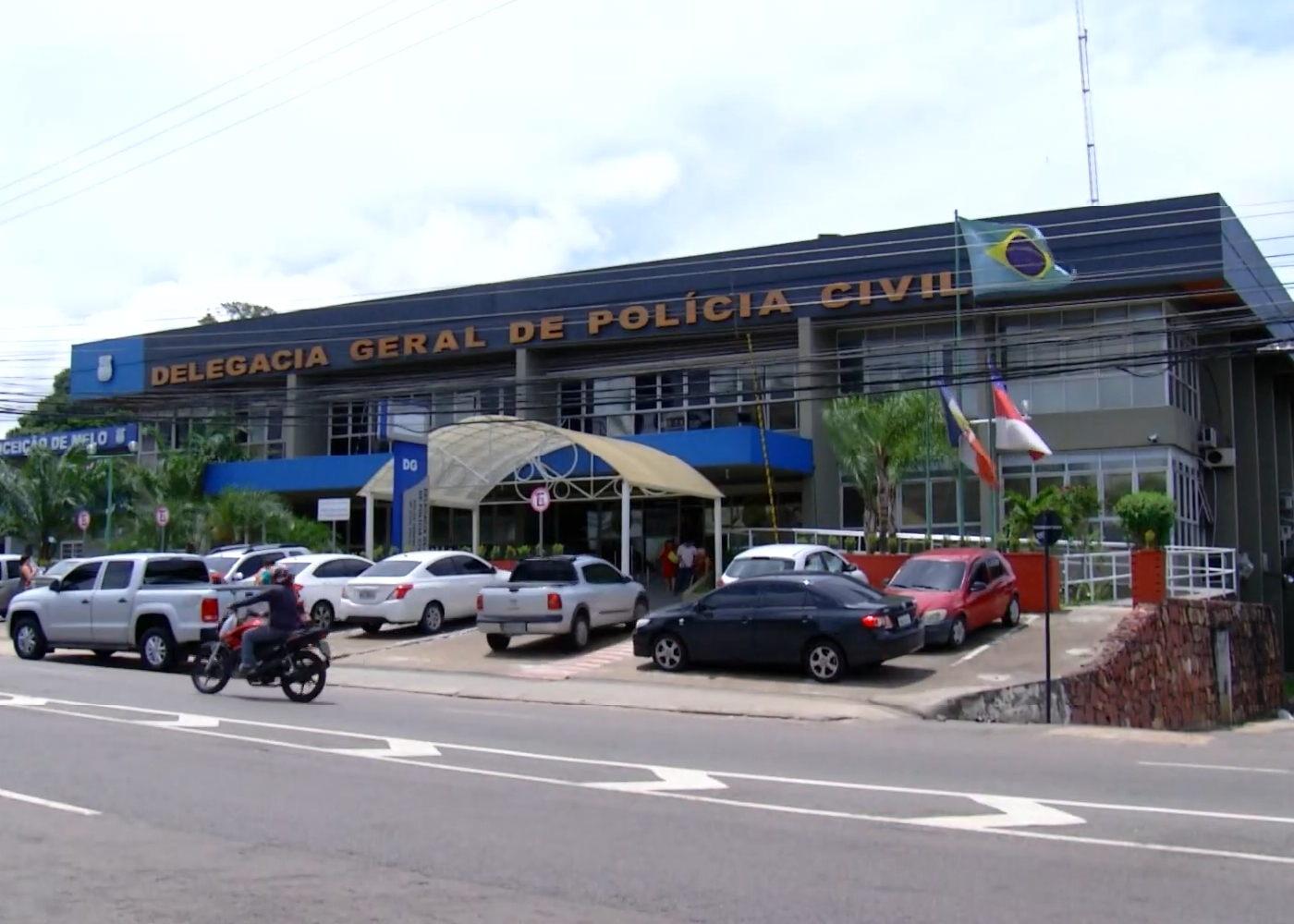
Delegacia Geral da Polícia Civil do Estado do Amazonas.

### Criminalidade
Manaus ocupa a 31.ª posição entre as cidades mais violentas do mundo, de acordo com uma pesquisa feita pela ONG mexicana Conselho Cidadão para Segurança Pública, sendo a 12.ª mais violenta do país e a segunda maior taxa de homicídios na região norte do Brasil, abaixo apenas de Belém. A média de homicídios na cidade é de 42,53 para cada grupo de 100 mil habitantes. Em 2011, a cidade ocupava a 26.ª posição no ranking das mais violentas em nível mundial, em uma pesquisa promovida pela mesma ONG, e a 5.ª posição entre as cidades do Brasil.

## Governo e política
|                      |  |                            |
| Prefeitura de Manaus |  | Câmara Municipal de Manaus |

O poder executivo do município de Manaus é representado pelo prefeito e seu gabinete de secretários municipais, seguindo o modelo proposto pela Constituição Federal. A contar de 1890, Manaus já possuiu 94 governantes majoritários, 76 destes nomeados e dezoito prefeitos eleitos por votação direta (voto popular). É notável ainda, o número de prefeitos que renunciaram ao cargo: ao todo, foram sete prefeitos. O prefeito atual de Manaus é David Almeida, do Avante.
O poder legislativo é representado pela câmara municipal, composta por 41 vereadores eleitos para cargos de quatro anos (em observância ao disposto no artigo 29 da Constituição, que disciplina um número mínimo de 33 e máximo de 41 para municípios entre um milhão e cinco milhões de habitantes). O presidente atual da câmara municipal é o vereador Caio André, do PSC. Cabe à casa elaborar e votar leis fundamentais à administração e ao Executivo, especialmente o orçamento municipal (conhecido como Lei de Diretrizes Orçamentárias).
A atual lei orgânica de Manaus, que rege o município, foi promulgada em 5 de abril de 1990. O município é sede de uma comarca do Poder Judiciário do Amazonas. Por ser a capital do estado, no município também se encontram as sedes dos poderes executivo, legislativo e judiciário estaduais, sediando a Assembleia Legislativa do Amazonas, entre outros órgão amazonenses. De acordo com o Tribunal Regional Eleitoral do Amazonas (TRE-AM), Manaus possuía, no ano de 2020, 1 331 613 eleitores, o que representa 53 194 % do eleitorado amazonense.

### Segurança pública e defesa nacional

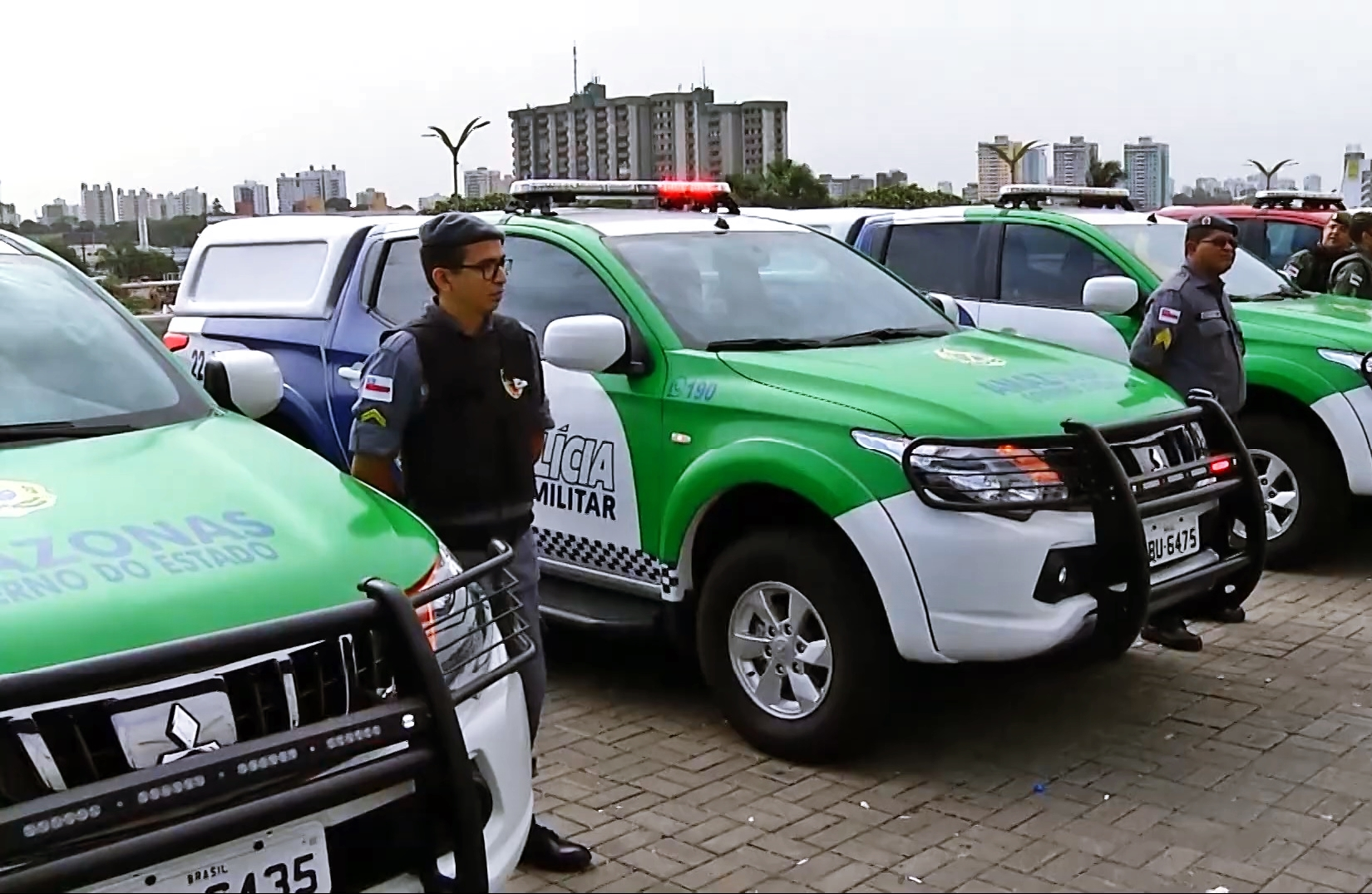
Viaturas da Polícia Militar do Amazonas.

A Polícia Militar do Amazonas (PMAM) integra o sistema de segurança pública e defesa social do Brasil, com a função primordial de policiamento ostensivo e a preservação da ordem pública estadual; além de outras atribuições previstas na legislação federal e estadual. Seus integrantes são denominados militares dos Estados, e a corporação é força auxiliar e reserva militar do Exército Brasileiro.
A Polícia Civil do Estado do Amazonas, é uma das polícias do Amazonas, Brasil, órgão do sistema de segurança pública ao qual compete, nos termos do artigo 144, § 4.º, da Constituição Federal e ressalvada competência específica da União, as funções de polícia judiciária e de apuração das infrações penais, exceto as de natureza militar.
Por força da Constituição Federal do Brasil, a Guarda Municipal de Manaus possui a função de proteger os bens, serviços e instalações públicas. Ainda, atendendo o interesse público e no exercício do seu poder de polícia, atua na prevenção e repressão de alguns crimes, especialmente contra bens e serviços públicos, podendo inclusive prender em flagrante delito os infratores e conduzi-los até a presença de um delegado de polícia, de acordo com o disposto na lei processual penal.
O Exército Brasileiro, desde 1949, conta com aproximadamente 1000 homens no então Comando de Elementos de Fronteira. Dispõe, hoje, no atual Comando Militar da Amazônia, criado em 1969 e desde então sediado em Manaus, de um efetivo aproximado de 22 mil homens que têm como missão principal guarnecer o arco amazônico de fronteiras, com 11.248 quilômetros, acrescidos de 1.670 quilômetros de litoral. Além das operações militares propriamente ditas, cabe ao Exército, na Amazônia, cooperar no desenvolvimento de núcleos populacionais mais carentes, na faixa de fronteira. Assim é que, em todos os pelotões de fronteira, funcionam normalmente escolas de primeiro grau e subordinadas ao Comando Militar da Amazônia temos escolas de primeiro e segundo graus.

### Relações internacionais

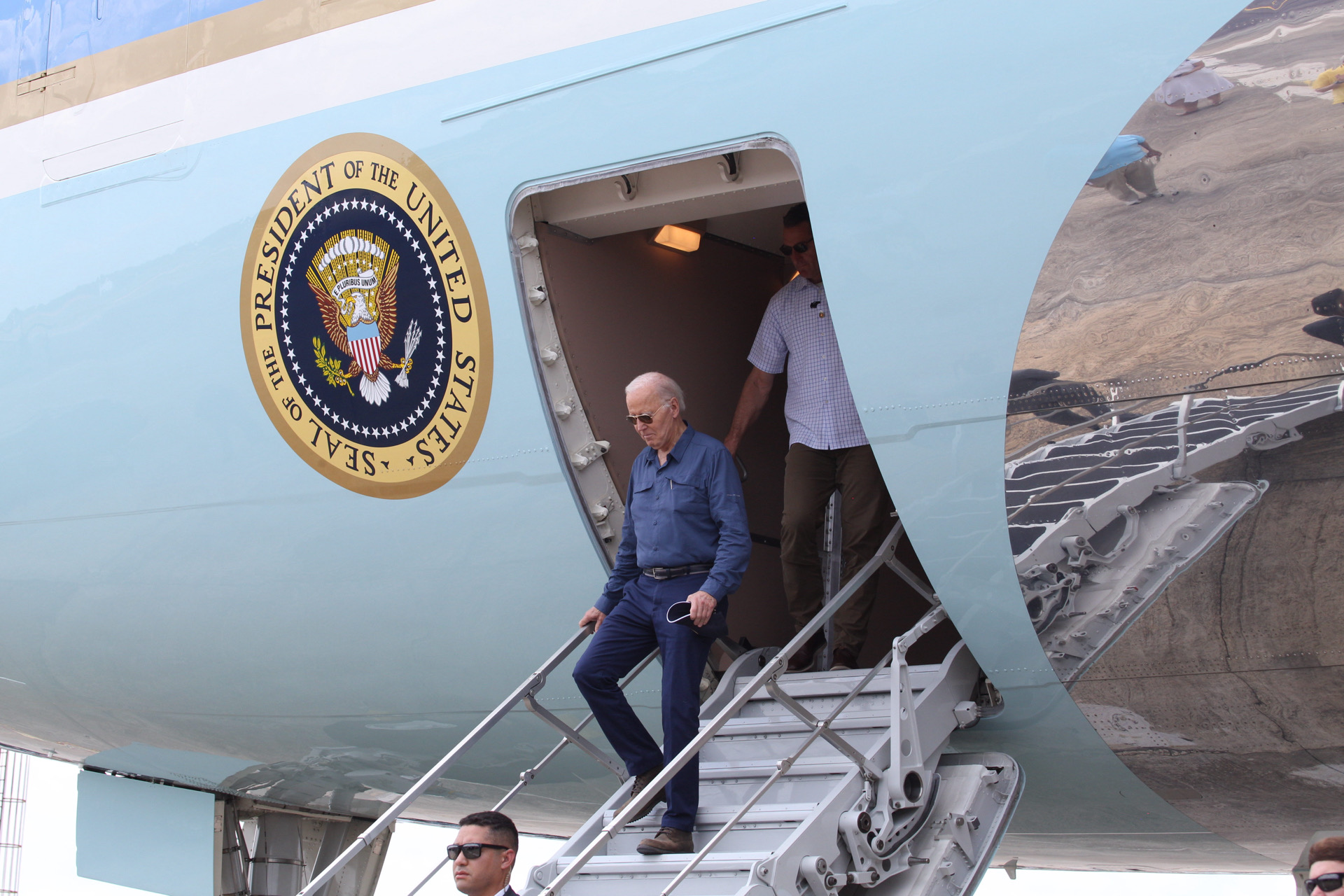
Joe Biden, ex-presidente dos Estados Unidos em visita a Manaus.

A cidade possui a representação de diversos consulados. Entre os países da América do Sul, fazem-se presentes os consulados do Chile, Colômbia, Equador, Peru, e Venezuela. Dois dos três países da América do Norte possuem representação no município, sendo estes Estados Unidos e México.
Países asiáticos como Japão e Filipinas também mantém consulados no município, além da Síria. O continente europeu é o de maior representação, com 18 países mantendo consulados na cidade. Alguns destes são Alemanha, Espanha, França, Grécia, Itália, Noruega, Países Baixos, Portugal, Reino Unido, República Checa, Romênia, e Suíça. Manaus não possui representações de países da África, da Oceania e da América Central.
Manaus adotou outras iniciativas no âmbito das relações internacionais, tais como a geminação de cidades, uma iniciativa do Núcleo das Relações Internacionais que busca a integração entre a cidade e demais municípios nacionais e estrangeiros. A integração entre os municípios é firmada por meio de convênios de cooperação, que têm o objetivo de assegurar a manutenção da paz entre os povos, baseada na fraternidade, felicidade, amizade e respeito recíproco entre as nações. O município de Manaus possui, ao todo, quinze cidades irmãs:
- Belém, Brasil (2004)
- Goiânia, Brasil (2006)
- Rio de Janeiro, Brasil (2006)[176]
- Austin, Estados Unidos (2015)[177]
- Charlotte, Estados Unidos (2007)
- Mesa, Estados Unidos (2007)
- Salt Lake City, Estados Unidos (2009)
- Airaines, França (2011)
- Braga, Portugal (2016)[178]
- Casablanca, Marrocos (2010)
- Hamamatsu, Japão (2008)[179]
- Jerusalém, Israel (2011)[180][181][182]
- Perugia, Itália (2006)
- Santo Domingo, República Dominicana (2007)[183]
- Xangai, República Popular da China (2009)

## Subdivisões
| Subdivisões do município de Manaus |              |        |
| Localização                        | População    | Área   |
| Zona                               | est. de 2017 | em km² |
| Centro-Oeste                       | 175 353      | 18     |
| Centro-Sul                         | 180 577      | 35,5   |
| Leste                              | 529 543      | 155,68 |
| Norte                              | 592 325      | 98,76  |
| Oeste                              | 299 782      | 128,29 |
| Sul                                | 338 074      | 47,07  |
| Manaus                             | 2 130 264    | 483    |
| Fonte: SEDECTI                     |              |        |

O município de Manaus encontra-se dividido em sete zonas geográficas, que são as seguintes: Norte, Sul, Centro-Sul, Leste, Oeste, Centro-Oeste e Rural-Ribeirinha. Os dados do censo de 2010 apontam a zona Norte como a mais populosa, com 501 055 habitantes. Entretanto, é a zona Leste que possui a maior área territorial, com 15 568,39 hectares.
Até 1991, os bairros pertencentes às zonas sul e oeste concentravam a maior parte dos domicílios da cidade, especialmente nos bairros Educandos, Nossa Senhora Aparecida, Colônia Oliveira Machado, Crespo, São Lázaro, Betânia, Compensa, São Raimundo, Santo Antônio e Glória, sendo que estas duas regiões são as de ocupação mais antiga em Manaus. A partir de meados dos anos 1980, outras zonas passaram a ser ocupadas e consolidadas, diminuindo a concentração populacional na área central. Neste mesmo período, a zona norte registrou crescimento populacional de 183%, enquanto a zona sul obteve apenas 9,34%.
O primeiro bairro criado em Manaus foi o Centro. Somente a partir daí as demais áreas da cidade foram sendo ocupadas e novos bairros foram surgindo, em especial na zona sul. A cidade possui o maior bairro da região norte brasileira, a Cidade Nova, que possui 121 135 habitantes. A população do bairro chega a ultrapassar a população de qualquer município do interior do Amazonas. Com a instalação da Zona Franca de Manaus e a intensa migração, inúmeros bairros foram surgindo em sua área urbana, muitos a partir de ocupações irregulares de terra.
Com a publicação da Lei municipal n° 1.401, de 14 de janeiro de 2010, alterou-se o número e a delimitação dos bairros oficiais, resultando na divisão dos três maiores bairros da cidade em extensão territorial. O primeiro bairro criado através da lei foi o Distrito Industrial II, dividindo-se do bairro Distrito Industrial. O Distrito Industrial II passou a integrar a zona leste. Outro bairro criado a partir da lei é o Tarumã-Açu, originário da divisão do bairro Tarumã, que até então era o maior bairro da cidade em área. Com a modificação, o Tarumã passou a ser o quarto maior bairro em questão de território. O bairro Cidade Nova também foi dividido e originou dois novos bairros: o Nova Cidade, que ainda não era reconhecido como bairro oficial, e o Novo Aleixo. Também criou-se o bairro Gilberto Mestrinho, desmembrado do São José Operário, que recebeu o status de bairro oficial. Por fim, a comunidade Lago Azul, também foi reconhecida como bairro oficial através da supracitada lei. Com todas essas alterações, o número de bairros oficiais em Manaus passou para 63.

## Economia

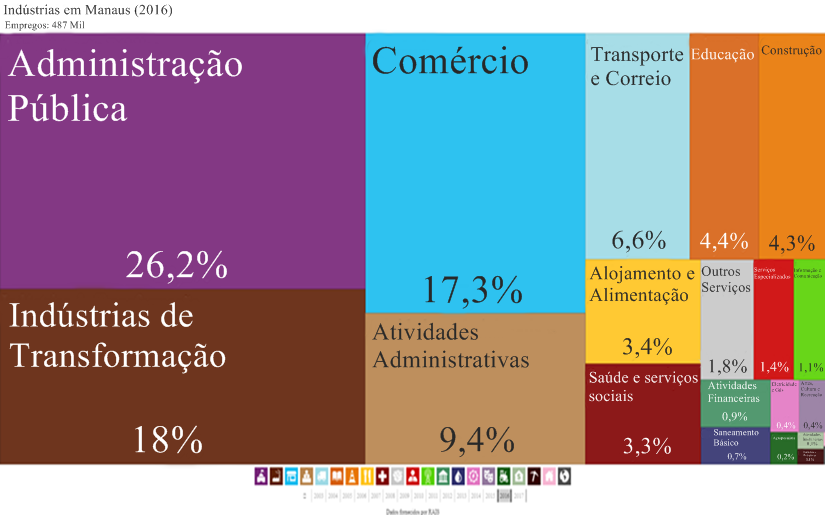
Atividades econômicas em Manaus em 2016.

Manaus é a quinta maior economia do Brasil. Segundo dados do IBGE de 2021, seu Produto Interno Bruto somou 103,2 bilhões de reais. No mesmo ano, a renda per capita foi de 45 782,75 reais, sendo a capital com o maior PIB per capita na região Norte. Destaca-se o setor de serviços com 44,3 bilhões de reais a preços correntes, o que representa 42% de todo o PIB manauara. Manaus ostenta o maior PIB entre todos os municípios das regiões Norte/Nordeste e a maior renda per capita entre os municípios amazonenses. Dos três setores econômicos, o primário é o de menor expressividade na economia local, com boa parte da atividade agropecuária se concentrando ao longo das principais rodovias. De todo o PIB do município, 206 milhões de reais é o valor adicionado bruto da agropecuária em 2019.
O Polo Industrial de Manaus se destaca como um dos maiores centros industriais do Brasil, abrigando importantes indústrias das áreas de transportes e comunicações. Trata-se de um modelo econômico com características de isenção fiscal, implantado pelo governo brasileiro em 1967, através do Decreto-Lei nº 288, objetivando desenvolver economicamente a Amazônia — ao mesmo tempo que estimula a preservação da biodiversidade e meio ambiente — integrá-la ao resto do país e garantir a soberania nacional sobre suas fronteiras com os países Andinos. Na indústria petroquímica, Manaus possui a Refinaria Isaac Sabbá (Reman), fundada em 1957 e incorporada à Petrobras em 1974. Possui capacidade instalada para 46 mil barris por dia, atendendo aos estados do Acre, Amapá, Amazonas, Pará, Rondônia e Roraima. Seus principais produtos distribuídos são gás liquefeito de petróleo (GLP), nafta petroquímica, gasolina, combustível para aviação, óleo diesel, asfalto e óleos combustíveis.
Maior centro financeiro da Amazônia e um dos maiores Brasil, Manaus passa por uma transformação em sua economia. Durante muito tempo a indústria constituiu uma atividade econômica bastante presente na cidade, porém a capital amazonense tem atravessado na última década uma clara mudança em seu perfil econômico: de uma cidade com forte caráter industrial, o município tem cada vez mais assumido um papel de cidade terciária, polo de serviços e negócios para o país. Na cidade estão sediados alguns dos maiores conglomerados empresariais do Brasil, como a Samsung Brasil, a MAP Linhas Aéreas, a rede de lojas Bemol, a rede de Supermercados DB, a Amazon Sat, a Rede Amazônica, maior grupo de comunicação da Região Norte do Brasil, a Atem Distribuidora, companhia do ramo de armazenagem, comércio e distribuição de combustíveis, estando presente nos estados do Acre, Amazonas, Mato Grosso, Pará, Rondônia e Roraima. É uma das 10 maiores distribuidoras do Brasil em termos de volume, segundo a Revista Exame.

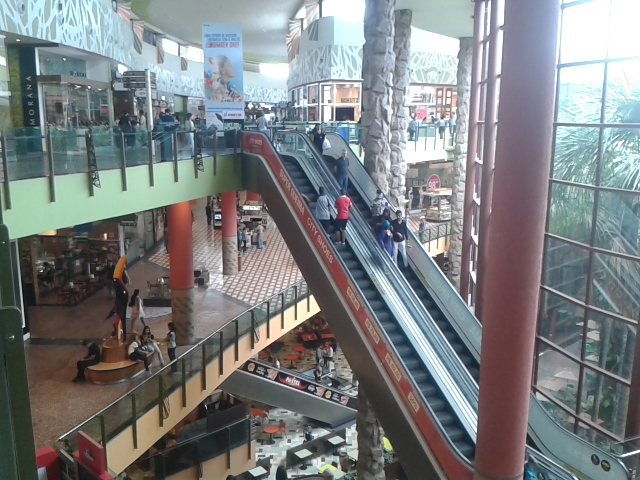
Manauara Shopping, um dos principais shoppings de Manaus

Há um total de 11 shoppings centers em Manaus registrados na Associação Brasileira de Shopping Centers (ABRASCE). que juntos possuem 333.687 m² de área bruta locável. Entre os principais mercados municipais está o Mercado Municipal Adolpho Lisboa (mais conhecido como Mercadão). Construído no período áureo da borracha, é considerado um dos mais importantes espaços de comercialização de produtos e alimentos típicos da região amazônica em função da variedade de espécies de peixes de água doce, frutas, legumes e especiarias, atraindo a atenção e a curiosidade de quem o visita. Inspirado no famoso mercado Les Halles de Paris, é mais que um centro comercial, o Mercadão é também um dos símbolos culturais da cidade de Manaus e uma das suas maiores atrações turísticas. O comércio também é realizado em espaços populares, como mercados e feiras, que são administradas pela Secretaria Municipal de Produção e Abastecimento (SEMPAB) - denominada Secretaria Municipal de Mercados e Feiras até 2009.

### Turismo
O município é o maior destino de turistas na Amazônia e foi o 8.º destino brasileiro mais visitado pelos estrangeiros em 2013. A cidade de Manaus entrou na lista mundial dos melhores destinos turísticos em 2023, segundo o jornal americano The New York Times. Na menção à capital amazonense, o diário nova-iorquino sugere alguns restaurantes para o turista apreciar a culinária de origem indígena. Há um significativo número de hotéis de selva em sua região metropolitana, que funcionam também como atrativos turísticos. Uma das principais atrações turísticas é o Teatro Amazonas, símbolo arquitetônico e cultural datado de 1896 - época áurea da borracha - e Patrimônio Histórico Nacional.
Durante todo o ano, recebe grandes quantidades de navios de cruzeiro, pois há acesso para transatlânticos através do rio Amazonas. As visitas de cruzeiros à cidade ocorrem por temporadas, em geral, entre os meses de outubro e abril de cada ano. Em média, Manaus recebe 23 navios por temporada. Os europeus são os que mais visitam a cidade pelos navios de cruzeiro, com destaque aos alemães. Os norte-americanos também respondem por uma parcela significativa dos turistas de navios de cruzeiro.
O ecoturismo, também chamado de turismo de natureza, é notadamente explorado. Entre as atrações naturais da cidade, destacam-se o Encontro das Águas, um fenômeno natural causado pelo encontro das águas barrentas do rio Solimões com as águas escuras do rio Negro, as quais percorrem cerca de seis quilômetros sem se misturarem, e a Praia da Ponta Negra, localizada à margem esquerda do rio Negro, a aproximadamente a 13 km do Centro de Manaus. O Parque Nacional de Anavilhanas também está localizado com território distribuído pelos municípios de Manaus, Iranduba e Novo Airão.

## Infraestrutura urbana

### Urbanismo
Desde o século XIX, Manaus é um dos principais centros econômicos do Brasil. Seu processo urbanístico acelerou-se durante ciclo da borracha, era de grande prosperidade na capital amazonense. As exportações de borracha atraíram investidores dos Estados Unidos e Europa, que fizeram grandes intervenções urbanas na cidade, como avenidas, bondes elétricos, pontes, rede elétrica, iluminação pública, telégrafo, porto, água encanada, palácios, teatros, entre outros.
A cidade de Manaus tem índices de saneamento em expansão. O abastecimento de água potável foi universalizado, com 100% da população urbana servida pela rede de abastecimento de água. Manaus apresentou evolução nos indicadores de esgotamento sanitário saltando de 12% em 2018 para 38% de cobertura em 2024. Manaus é a capital da Região Norte que mais promoveu investimentos no âmbito do saneamento básico, segundo o Instituto Trata Brasil, por meio da pesquisa "Ranking do Saneamento 2023". A concessionária tem como meta atingir 90% de esgotamento sanitário da área urbana de Manaus até 2033 e universalizar o serviço a partir de então.

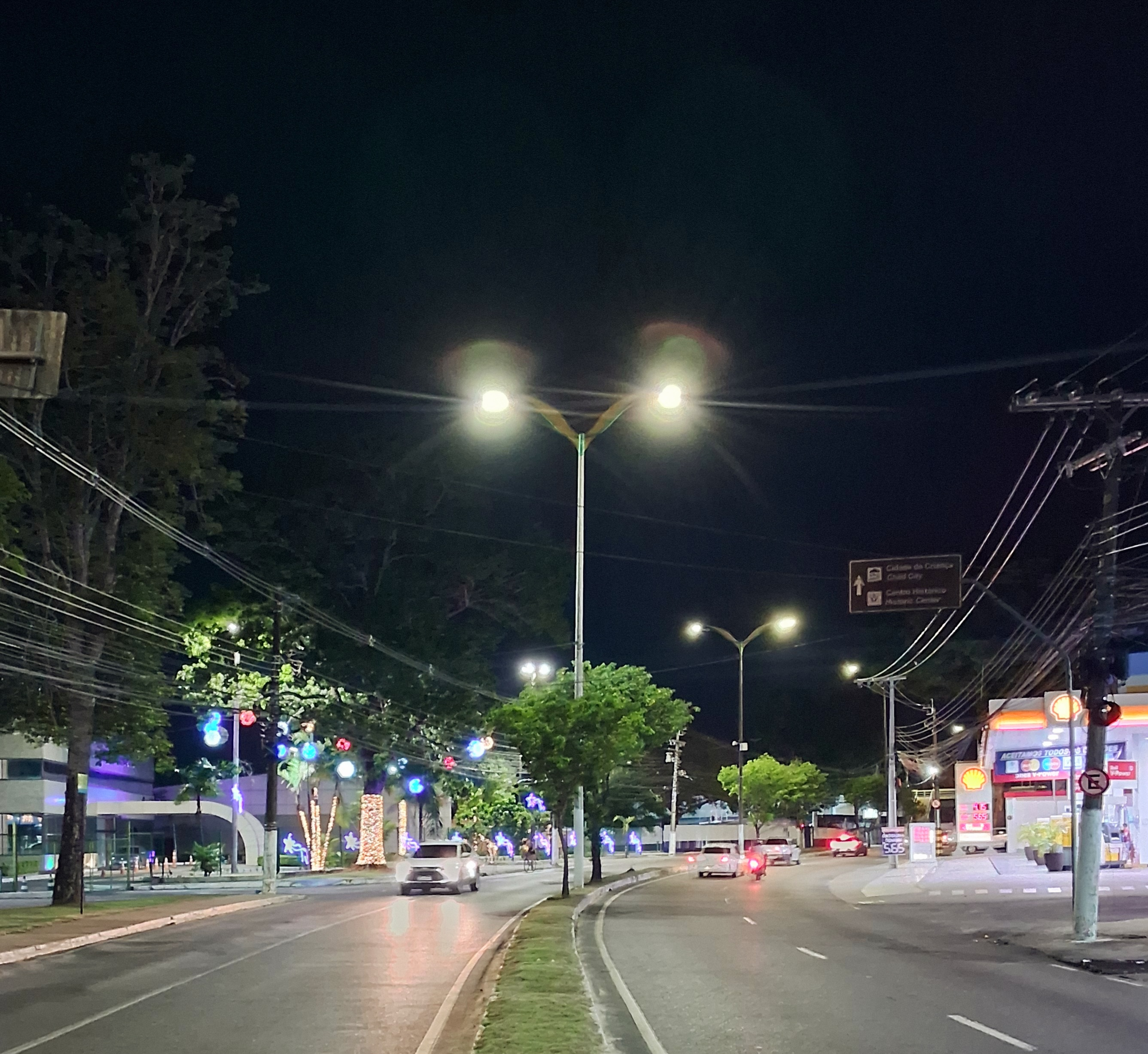
Iluminação pública da avenida André Araújo. A cidade toda é iluminada por luminárias de LED.

Manaus é conectada ao Sistema Interligado Nacional de energia elétrica através do Linhão de Tucuruí. A distribuição de energia elétrica na cidade é feita pela empresa Amazonas Energia. O serviço de iluminação pública na capital amazonense é feito pela concessionária Manaus Luz. A cidade é referência nacional em iluminação pública em LED, com mais de 155 mil pontos instalados. Desde 2013, a prefeitura investe na modernização do Sistema de Iluminação Pública (SIP), tornando Manaus a primeira capital brasileira com iluminação 100% em LED no ano de 2023.
A Companhia de Gás do Amazonas (Cigás), criada em 1995, atua na distribuição e comercialização de gás natural para os mais diversos segmentos. A empresa conta com 317 quilômetros de rede de gás natural, na qual fornece 5 milhões de m³ por dia, cobrindo vários bairros de Manaus.

### Saúde

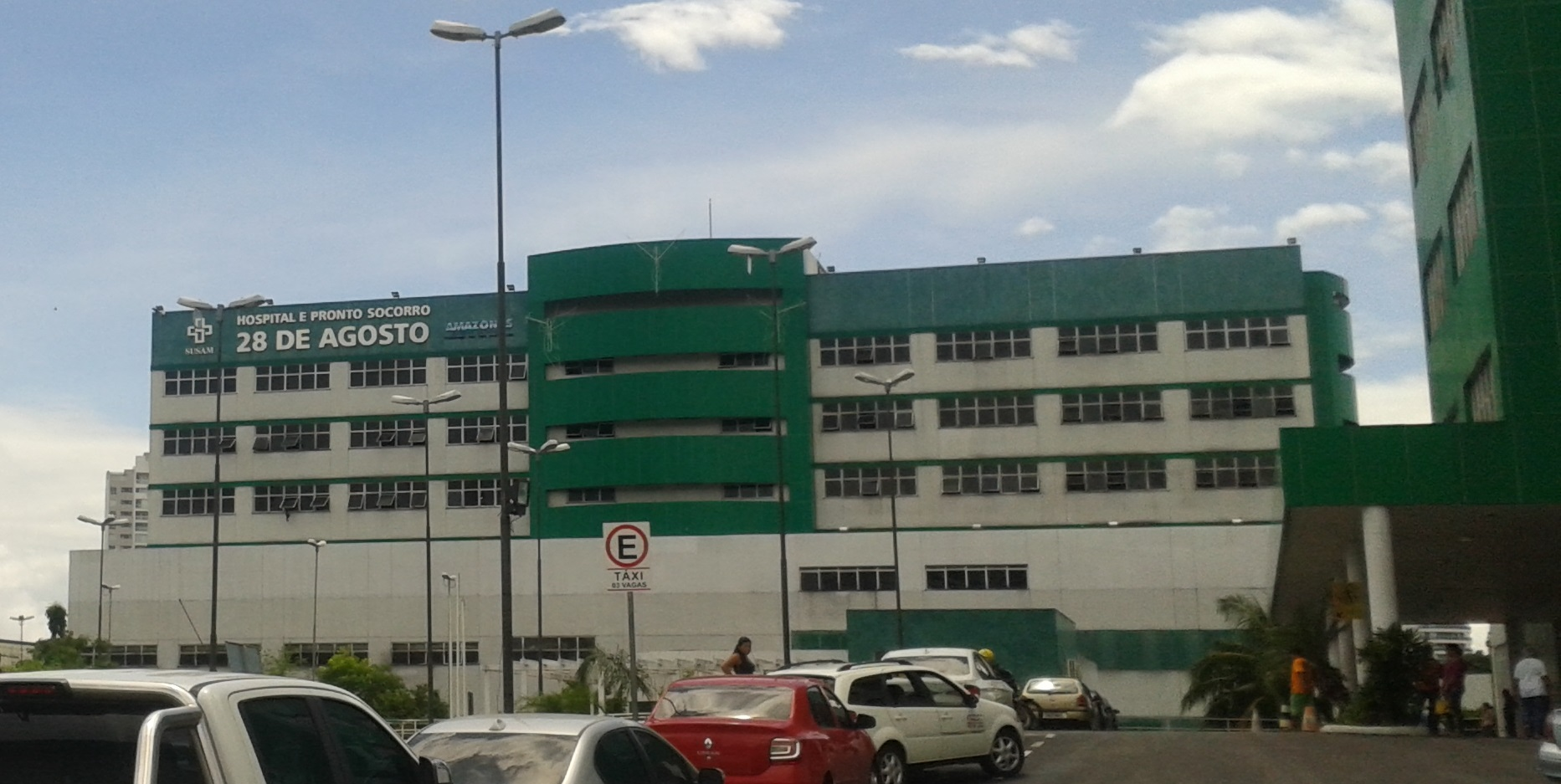
Hospital 28 de Agosto, o maior complexo hospitalar de urgência e emergência da região Norte.

Em 2009, havia um total de 299 estabelecimentos de saúde básica de caráter público em Manaus, sendo 237 municipais, 49 estaduais e 13 federais. No setor privado foram contabilizados 201 estabelecimentos de saúde básica, sendo 196 com fins lucrativos, 5 sem fins lucrativos e 65 em convênio com o SUS. A capital contava com 3.308 leitos e a rede conta com 363 postos de saúde, 310 deambulatórios e 150 estabelecimentos com atendimento odontológico. A Secretaria Municipal de Saúde (SEMSA) divide o município em cinco administrações de saúde pública: Distrito de Saúde Norte, Distrito de Saúde Sul, Distrito de Saúde Oeste, Distrito de Saúde Leste e Distrito de Saúde Fluvial.
Em 2013, 97% das crianças menores de 1 ano de idade estavam com a carteira de vacinação em dia. Em 2012, foram registrados 41 169 nascidos vivos, sendo que o índice de mortalidade infantil neste ano foi de 15,8 óbitos de crianças menores de cinco anos de idade a cada mil nascidos vivos, uma redução de 67,6% desde 1995. Em 2010, 4,39% das mulheres de 10 a 17 anos tiveram filhos, sendo a taxa de atividade em meninas entre 10 e 14 anos de 6,20%. Do total de crianças menores de dois anos pesadas pelo Programa Saúde da Família em 2013, 0,5% apresentavam desnutrição. O índice de mortalidade infantil era de 14,24 a cada mil crianças nascidas vivas, em 2012.

### Educação e ciência
|                                     |  |                                             |
| Centro de Biotecnologia da Amazônia |  | Instituto Nacional de Pesquisas da Amazônia |

O relatório do Índice de Desenvolvimento da Educação Básica (IDEB), de 2013, apresenta Manaus com um resultado de 4,8 pontos para os anos iniciais do ensino fundamental (1.º ao 5.º ano), e 3,7 pontos para os anos finais do ensino fundamental - 6.º ao 9.º ano. O município obteve a 14.ª colocação entre as capitais brasileiras no que tange às notas dos anos iniciais no IDEB, e nos anos finais, a nota do exame do município alcançou a 16.ª colocação. Houve um aumento no índice registrado pelo município desde a primeira avaliação, em 2005, até a última, em 2013, mas se comparada com as demais capitais da Região Norte, Manaus é superada por Palmas, Rio Branco e Boa Vista. A Escola Municipal Professora Léa Alencar Antony foi a que apresentou melhor resultado no IDEB, com 7,1 pontos totais.
Em 2012, em nível municipal, eram mantidas 723 escolas de ensino básico, sendo 362 de caráter municipal, 192 de caráter estadual, 1 sob administração federal e 168 privadas. Sedia um dos doze Colégios Militares do Brasil, o Colégio Militar de Manaus, único do gênero na Região Norte, além do Instituto Federal do Amazonas (IFAM), voltado especificamente para o ensino técnico e superior. Ainda conforme dados do IBGE, em 2012 o município possuía 15 290 docentes, com 11 755 destes sendo do ensino fundamental e 3 535 do ensino médio, além de um número de matrículas totais de 458 545. Entre a população com 25 anos ou mais de idade, 10,97% havia completado o nível superior, 49,86% possuía o ensino médio completo, 65,76% tinha o ensino fundamental completo e 4,76% era analfabeta. A expectativa de anos de estudo no município era de 9,51 anos, pouco acima da média estadual.

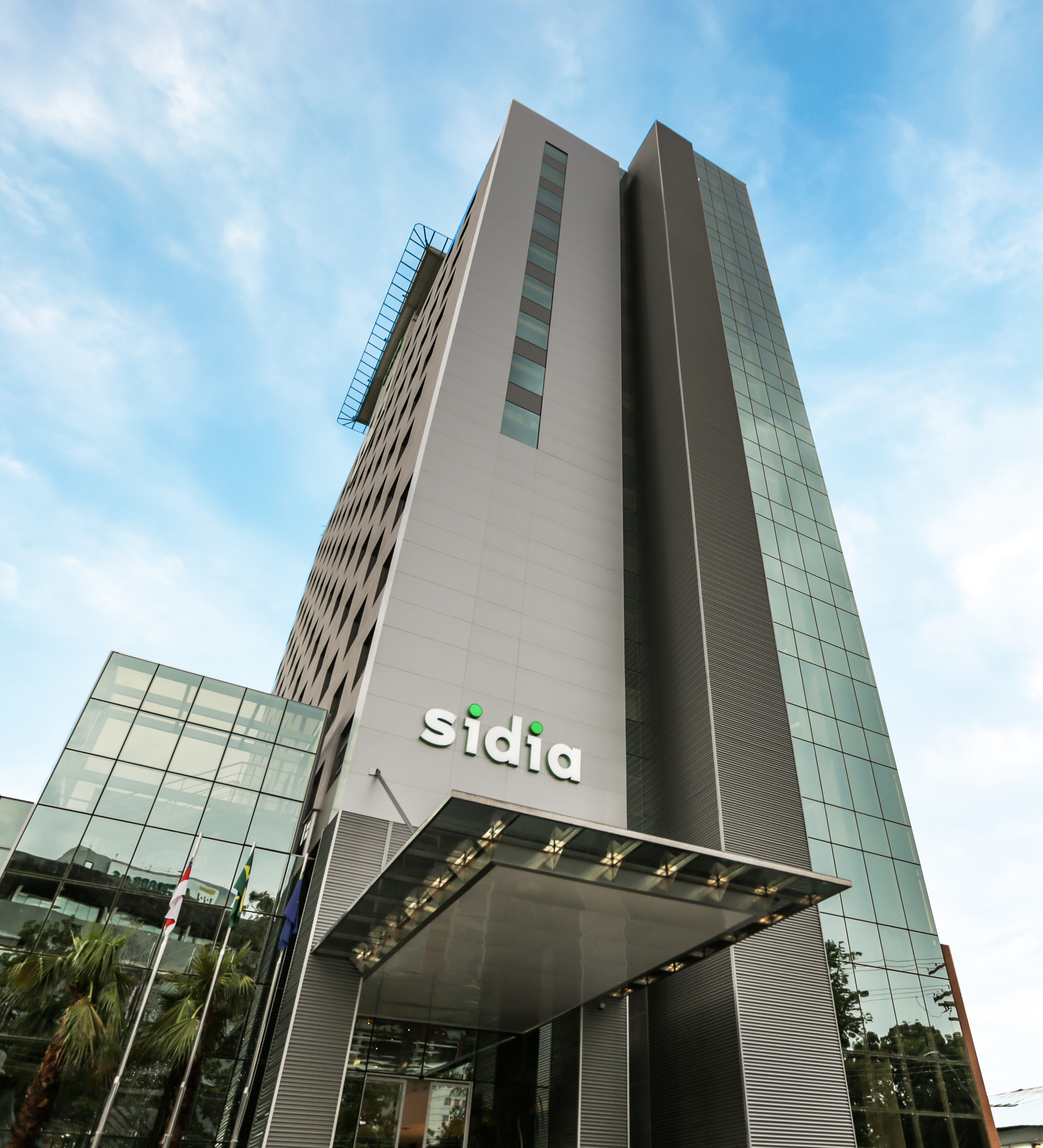
Torre do Sidia, um dos maiores institutos de ciência e tecnologia do Brasil.

Há duas universidades públicas presentes na cidade: A Universidade Federal do Amazonas, a única de caráter federal no estado, criada em 17 de janeiro de 1909 com o nome de Escola Universitária Livre de Manáos, sendo portanto a universidade mais antiga do país, e a Universidade do Estado do Amazonas, criada pela lei estadual n.º 2.637 de 12 de janeiro de 2001. Desde 2008, o Instituto Federal do Amazonas também atua como unidade pública de ensino superior, através da Lei nº 11.892, possuindo campis nos bairros do Centro, Distrito Industrial e São José Operário.
Outras instituições de ensino superior de caráter privado também são encontradas na cidade. Entre elas, há a Universidade Luterana do Brasil, Universidade Paulista, Centro Universitário Nilton Lins, Faculdade Metropolitana de Manaus, Centro Integrado de Ensino Superior do Amazonas, Faculdades Marta Falcão, Faculdades Táhiri, Faculdades La Salle, Instituto de Tecnologia da Amazônia, Faculdade Salesiana Dom Bosco e o Centro Universitário do Norte.

### Comunicações
Segundo dados da ANATEL, em dezembro de 2018 Manaus possuía 153.643 telefones fixos (referentes apenas às concessionárias da Telemar). O índice por área de discagem direta a distância (DDD) da cidade é de 092. A capital amazonense foi a primeira da Região Norte do país a receber a tecnologia 4G, em julho de 2013. A cidade de Manaus possui cobertura 2G, 3G, 4G e 5G das operadoras Claro, Oi, TIM e Vivo. Desde 2011 a cidade conta com serviços de internet por fibra ótica da Oi. A rede de fibra ótica interliga Manaus a Santa Helena, na fronteira com a Venezuela. Em 2013, a operadora TIM concluiu a instalação de sua rede de fibra ótica no trecho entre Manaus e Tucuruí.
Manaus possui o maior Centro de Processamento de Dados comercial da Região Norte, localizado na Zona Centro-Sul da cidade. O empreendimento garantiu alta disponibilidade e confiabilidade para empresas, indústrias, instituições e provedores de Internet com alta demanda de processamento e armazenamento de dados. A capital amazonense foi a primeira cidade a receber um data center desse porte no Norte do Brasil, com investimentos superiores a 20 milhões de reais.
Manaus recebe sinais de televisão aberta de várias emissoras brasileiras, além de ser sede da Rede Amazônica, sendo afiliada da TV Globo. Foi fundada em 1º de setembro de 1972, sendo a mais antiga emissora da Região Norte do Brasil.

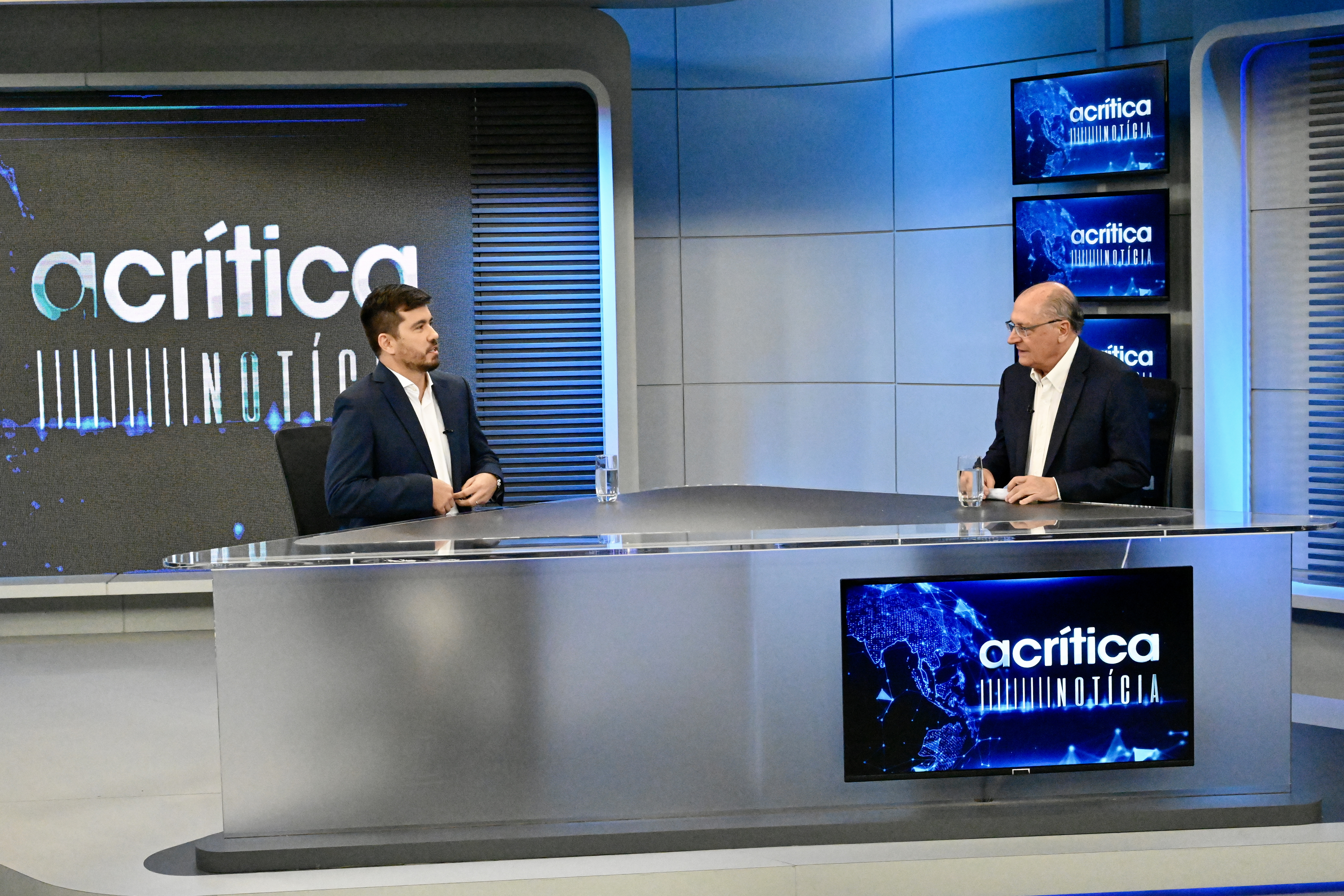
Geraldo Alckmin em entrevista para a TV A Crítica.

Manaus é sede da Rede Calderaro de Comunicação, que veicula a TV A Crítica, conta com a Record Manaus (emissora própria da Record), a Band Amazonas (emissora própria da Rede Bandeirantes), a TV Norte Amazonas (afiliada do SBT), a Inova TV (afiliada da RedeTV!), a TV Encontro das Águas (afiliada à TV Brasil), a Record News Manaus (afiliada à Record News), a Boas Novas Manaus (emissora própria da Boas Novas), canais independentes como Amazon Sat, TV Onda Digital, TV Tiradentes, Local TV, e várias retransmissoras de TV.
Também há diversas estações de rádio em Manaus, como a Rádio Difusora do Amazonas, BandNews FM Difusora, CBN Amazônia Manaus, Jovem Pan FM Manaus, Mix FM Manaus, Norte FM, Rádio Marinha, Rádio Cidade, Tiradentes FM, FM O Dia Manaus, Rádio Boas Novas, entre outras.
Os principais jornais impressos são A Crítica, Diário do Amazonas, Jornal do Commercio, Agora, Em Tempo, Dez Minutos e Maskate News. O Jornal do Commercio é um dos mais antigos ainda em circulação no Brasil, por ter sido fundado em 2 de janeiro de 1904.

### Transportes
O principal meio de transporte público (ônibus) é administrado por esferas diferentes: Instituto Municipal de Mobilidade Urbana (IMMU) e o Sindicato das Empresas de Transportes de Passageiros do Estado do Amazonas (SINETRAM), organização sindical representante do consórcio de empresas responsáveis pelo transporte público da cidade de Manaus.
O sistema de transporte público de Manaus visa atender e garantir o direito de livre circulação para os mais de dois milhões de habitantes no município. Desde 2002 a cidade conta com o Bus Rapid System (BRS), ou Sistema de Ônibus Rápido, que consiste em uma grande estrutura tronco-alimentadora com corredores exclusivos. Para facilitar o transporte na cidade, a prefeitura permite a atuação de micro-ônibus nas zonas Norte e Leste. O transporte coletivo de passageiros em vans ou peruas é proibido, sendo que o transporte terceirizado é permitido em alguns bairros da zona Leste, no Distrito Industrial, e nos bairros Cidade de Deus e Nova Cidade. Cerca de 900 mil pessoas utilizam o transporte coletivo diariamente na cidade, que possui uma frota de 1 620 ônibus, com centenas de linhas regulares exploradas por 10 empresas.
Embora Manaus ainda não tenha linhas de metrô, mas já houve projetos de monotrilho e de metrô para a cidade. O monotrilho de Manaus seria construído em via exclusiva suspensa por vigas. O projeto foi concebido para a Copa do Mundo de 2014, porém foi suspenso pela Justiça Federal em 2013. Em 2016, a Comissão de Transporte da Assembleia Legislativa do Estado do Amazonas (ALEAM) apresentou um projeto de metrô para Manaus. 
Um especialista, que já participou da criação de projetos para metrôs nos estados de São Paulo e Rio de Janeiro, disse que Manaus possui as condições técnicas, estruturais e de engenharia para construir o primeiro metrô.
Manaus possui a maior frota de veículos da Região Norte do Brasil, composta por 943 mil veículos, segundo dados do Ministério dos Transportes. O congestionamento de veículos na cidade é recorrente, principalmente, mas não restrito, aos horários de pico. Em 30 de março de 2012, regulamentou-se o projeto Zona Azul.
Como medidas para solucionar os problemas no transporte municipal, foram executadas a criação de corredores exclusivos para ônibus, o alargamento das avenidas Torquato Tapajós, Max Teixeira e Cosme Ferreira, e a construção de viadutos e avenidas, como o Complexo Viário Gilberto Mestrinho, que interliga as zonas Leste e Centro-Sul, o complexo viário do São José, o complexo viário 28 de Março e a Avenida das Torres, com sua primeira etapa concluída em 2010 e a segunda entregue em 2018, totalizando 17 quilômetros de extensão.
O Rodoanel Metropolitano de Manaus, também conhecido como Rapidão, está sendo construído em torno da cidade. O projeto possui 38 quilômetros de vias rápidas e modernas. O primeiro trecho de 8,7 quilômetros foi entregue em 23 de outubro de 2023. O rodoanel ligará as zonas Norte, Sul, Leste e Oeste da cidade de Manaus.

#### Cicloviário
A utilização de bicicletas como meio de transporte na cidade é bastante reduzida, sendo utilizada por apenas 3% da população, de acordo com dados do Instituto de Pesquisa Econômica Aplicada (IPEA), em 2013. Manaus apresenta 28,1 quilômetros de ciclovias, fazendo desta terceira capital com menor número de quilômetros de ciclovias e ciclofaixas do país. O modelo de ciclovias é adotado por completo em alguns pontos da área urbana, como as avenidas Nathan Xavier, das Torres, Boulevard Álvaro Maia e a Praia da Ponta Negra. Entretanto, a maior parte da zona urbana apresenta ausência das ciclovias.

#### Rodoviário
A cidade de Manaus é um dos mais importantes entrepostos rodoviários do Brasil. Suas principais rodovias são: a BR-174 (Manaus–Boa Vista), que liga Manaus à Presidente Figueiredo, Boa Vista e Venezuela; a BR-319 (Manaus–Porto Velho), ligando a capital aos municípios do sul do estado e Porto Velho; a AM-010, que faz a ligação com os municípios de Rio Preto da Eva e Itacoatiara; e a Rodovia Manoel Urbano (AM-070), que liga a capital aos municípios de Iranduba e Manacapuru.

#### Hidroviário
O transporte fluvial na cidade é muito comum, sendo o Porto de Manaus o responsável pela logística hidroviária no estado. Trata-se de um grande e movimentado porto localizado à margem esquerda do Rio Negro distante 13km da confluência com o rio Solimões. O porto atende à região Norte do país e áreas do norte do Mato Grosso, sendo administrado pela Sociedade de Navegação, Portos e Hidrovias do Estado do Amazonas (SNPH) desde 1997. É capaz de operar com quatro navios simultaneamente em qualquer período do ano e mais três navios durante a cheia do Rio Negro. Manaus também conta com um grande porto cargueiro. O Porto Chibatão dispõe de um cais flutuante de 710 metros de comprimento por 240 metros de boca e tem como finalidade o embarque e desembarque de navios para movimentação de cargas de projetos, cargas gerais e contêineres.

#### Aeroviário
A cidade de Manaus possui três aeroportos: um grande e moderno aeroporto internacional administrado pela Vinci Airports, um aeroporto militar e um aeroclube. O Aeroporto Internacional de Manaus / Eduardo Gomes, localizado a 14 km do Centro, possui dois terminais de passageiros com capacidade para receber 13,5 milhões de passageiros por ano. Conta com 8 companhias aéreas (American Airlines, Avior Airlines, Azul, Copa Airlines, Gol, LATAM, MAP e Total Linhas Aéreas), que ligam Manaus a 11 destinos nacionais e a cinco internacionais: Miami, Orlando, Caracas e Cidade do Panamá. Cerca de 8 mil passageiros movimentam diariamente o aeroporto. A Base Aérea de Manaus ou Aeroporto de Ponta Pelada, é uma unidade operacional da Força Aérea Brasileira localizada na zona Sul da cidade. Destaca-se no cenário nacional por seu desempenho na região amazônica, com papel fundamental em defesa aérea, logística e organização de tropas da FAB na Amazônia Ocidental. Também serve como alternativa de pouso, caso o Aeroporto Internacional de Manaus seja fechado. O Aeroporto de Flores, localizado no bairro de bairro homônimo, foi criado em 1940 com o nome de "Aéro Clube do Amazonas" (ACA). Destina-se, sobretudo, a voos particulares e regionais com aeronaves de pequeno porte. Operam no aeródromo várias empresas de táxi aéreo e, principalmente, os paraquedistas.

## Cultura

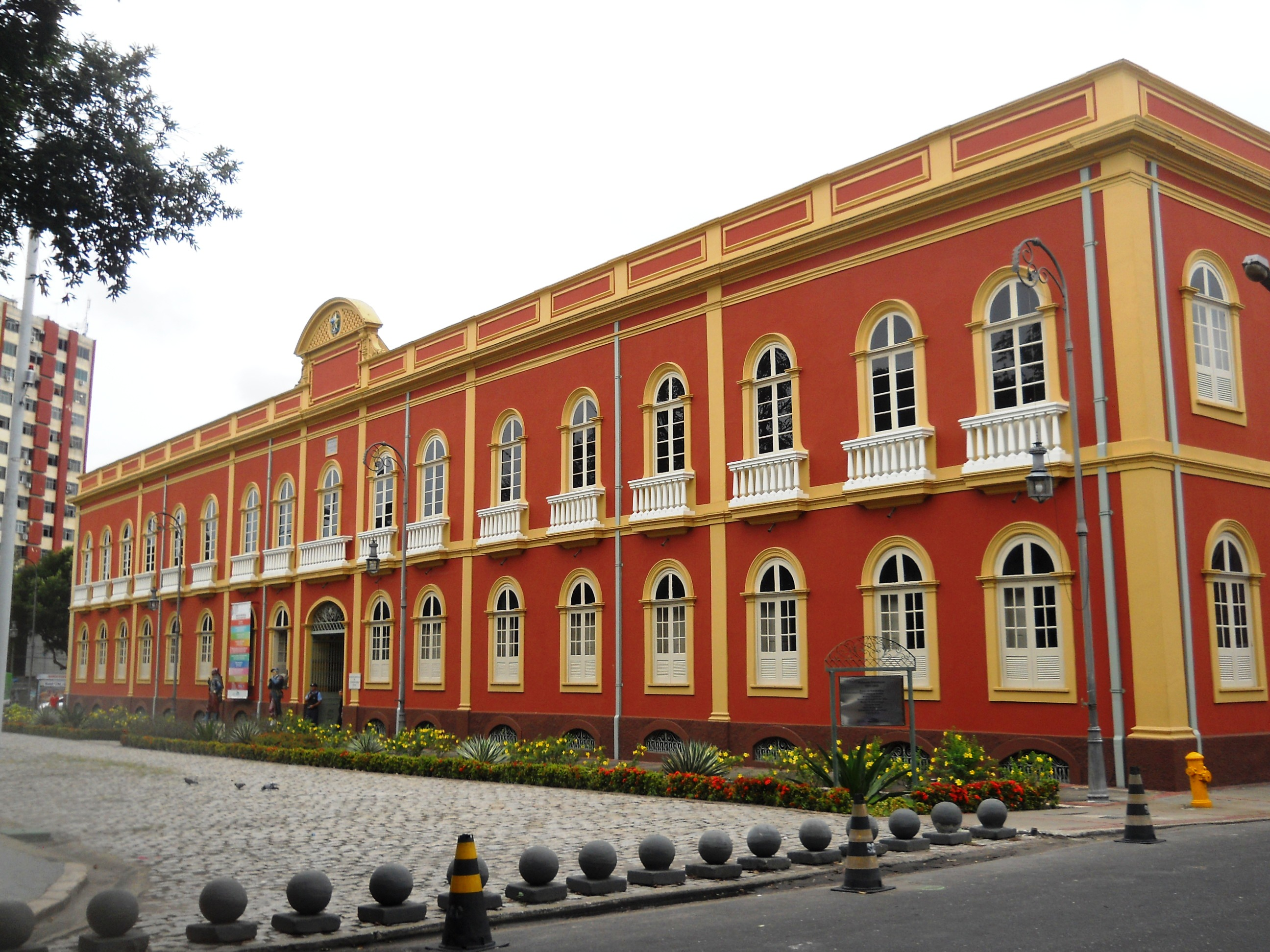
Palacete Provincial, sede de cinco museus.

O setor de cultura de Manaus é administrado pela Fundação de Cultura, Turismo e Eventos (Manauscult), que passou a ser a organização oficial de regulamentação da cultura no município através da Lei nº 25 de 31 de julho de 2013. As ações da Manauscult são voltadas para a coordenação, planejamento e promoção da política cultural manauara, sendo esta responsável pela administração direta do patrimônio histórico, artístico e arqueológico do município de Manaus. A Manauscult possui, entre suas subordinações, o Conselho Municipal de Cultura, Conselho Gestor do Fundo Municipal de Preservação do Patrimônio Cultural e o Centro de Atendimento ao Turista (CAT).
Os aspectos históricos e geográficos contribuem em boa parte para a formação cultural de sua população. A presença dos indígenas - povos nativos da região - pode ser verificada em muitos dos costumes locais, como a culinária, a linguagem e o artesanato. O domínio europeu também é verificado, precisamente em sua arquitetura, bem como a influência de povos de outras partes do Brasil, como os nordestinos, onde sua marca dá-se notadamente na música, com ritmos como o forró. A partir do fim do século XIX e início do XX, quando a cidade viveu o apogeu da borracha, muitos de seus edifícios culturais vistos hoje foram construídos, entre eles o Teatro Amazonas e o Palácio da Justiça, principais representações deste período da história da cidade. Manaus sediou a 1.ª Feira Mundial de Artesanato, em 2012, e a 2.ª Feira Mundial de Artesanato, em 2013, uma iniciativa de produção e exposição do artesanato cultural de 16 países.

### Literatura e teatro

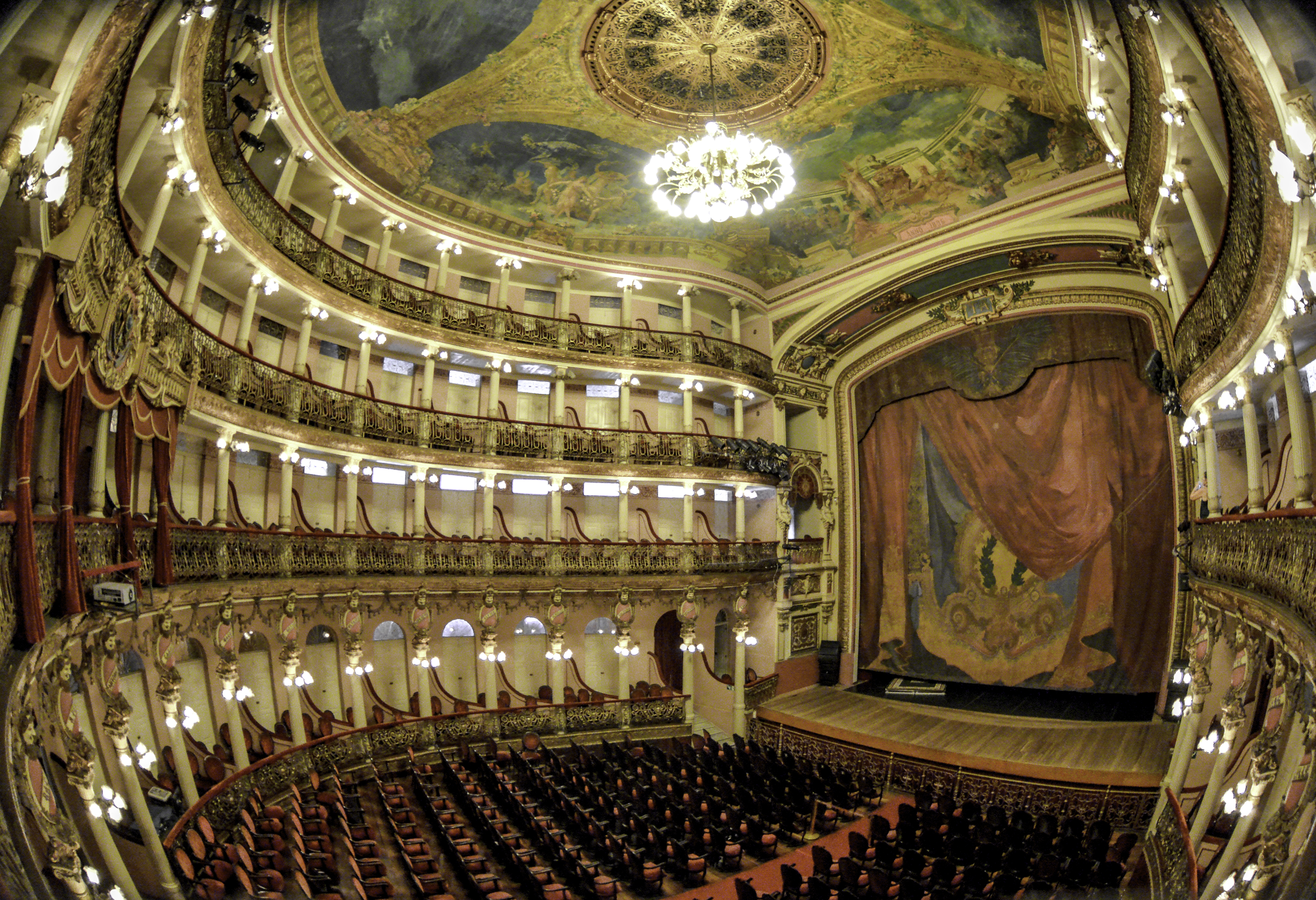
Teatro Amazonas, inaugurado em 1896, é considerado uma das mais belas casas de ópera do mundo.

Em Manaus, nasceram alguns escritores, compositores e poetas conhecidos no Brasil, como Aníbal Beça (1946-2009), autor dos livros Filhos da Várzea e Folhas da Selva; Milton Hatoum (1952), conhecido por abordar parte da história de Manaus em suas obras e vencedor do Prêmio Jabuti de Literatura por três vezes, com os livros Relato de um certo Oriente (1990), Cinzas do Norte (2005) e Dois Irmãos, sendo que este último foi adaptado por Luiz Fernando Carvalho e transformado em minissérie pela Rede Globo; Astrid Cabral (1936), vencedora dos prêmios Olavo Bilac (1987), Prêmio Nacional de Poesia Helena Kolody (1998) e Prêmio Nacional de Poesia da Academia Brasileira de Letras (2004); e o escritor e autor de telenovelas Antônio Calmon.
A cidade sedia desde 2003 o Festival de Teatro da Amazônia, composto por apresentações de espetáculos nacionais de caráter adulto e infantil. Os espetáculos são de ordem competitiva, apresentados no Teatro Amazonas, em três ou quatro dias do mês de outubro, contando também com oficinas culturais de teatro, arte musical e expressão corporal. Há o Festival Breves Cenas de Teatro e o Amazonas Film Festival, um festival de cinema internacional que apresenta filmes, atuações e trabalhos relacionados em todas as suas manifestações, dando uma atenção maior aqueles cujas produções tenham a Amazônia como cenário.
O Liceu de Artes e Ofício Cláudio Santoro, o Casarão de Ideias, a Federação de Teatro do Amazonas (FETAM) e o Serviço Social do Comércio (Sesc) são algumas das instituições que oferecem estudo na área artística.

### Música
A cidade possui nomes de renome como Teixeira de Manaus, saxofonista, cujos sucessos mais lembrados são Deixa meu Sax entrar; Alegria do Sax, Amassa a Moça; e o sambista Chico da Silva, cujos sucessos são Pandeiro é meu Nome; Tempo Bom; Esquadrão do Samba; É Preciso Muito Amor; Domingo de Manaus; Cantiga de Parintins; entre outros. O município também foi o berço da banda Carrapicho, que ganhou fama mundial com o sucesso Tic, Tic Tac, tornando-se o hit número um em várias partes do mundo em 1996, chegando a ficar em primeiro lugar nas paradas de diversos países europeus. O grupo vendeu mais de 15 milhões de discos, especialmente na França.
Entre os cantores manauaras de maior reconhecimento, estão artistas como Vinícius Cantuária (autor do hit Só Você), Eliana Printes, cantora de MPB, e a cantora de música pop eletrônica Lorena Simpson.
Assim como outros setores da arte, a Manauscult e o Conselho Municipal de Cultura são responsáveis pela implementação de políticas no setor musical. Várias das ações também são de inciativa da Secretaria de Estado da Cultura, entre as quais os festivais que a cidade sedia. A cidade possui também a Orquestra Barroca do Amazonas (OBA), criada em 2009 pela Universidade do Estado do Amazonas e com seu repertório luso-brasileiro voltado ao período colonial, além da Orquestra Amazonas Filarmônica, a orquestra oficial do Festival Amazonas de Ópera, tendo sido criada por Júlio Medaglia em 26 de setembro de 1997. A Secretaria de Estado da Cultura mantém o Festival Amazonas de Ópera (FAO), o Carnaval de Manaus, (com destaque ao desfile das escolas de samba, realizado no Sambódromo) e o Festival Amazonas de Jazz. Outros eventos musicais, como o Festival do Mestiço, o Festival Folclórico do Amazonas, e o Boi Manaus, evento alusivo ao Festival Folclórico de Parintins, realizado próximo à data de aniversário do município, em 24 de outubro.

### Museus e bibliotecas

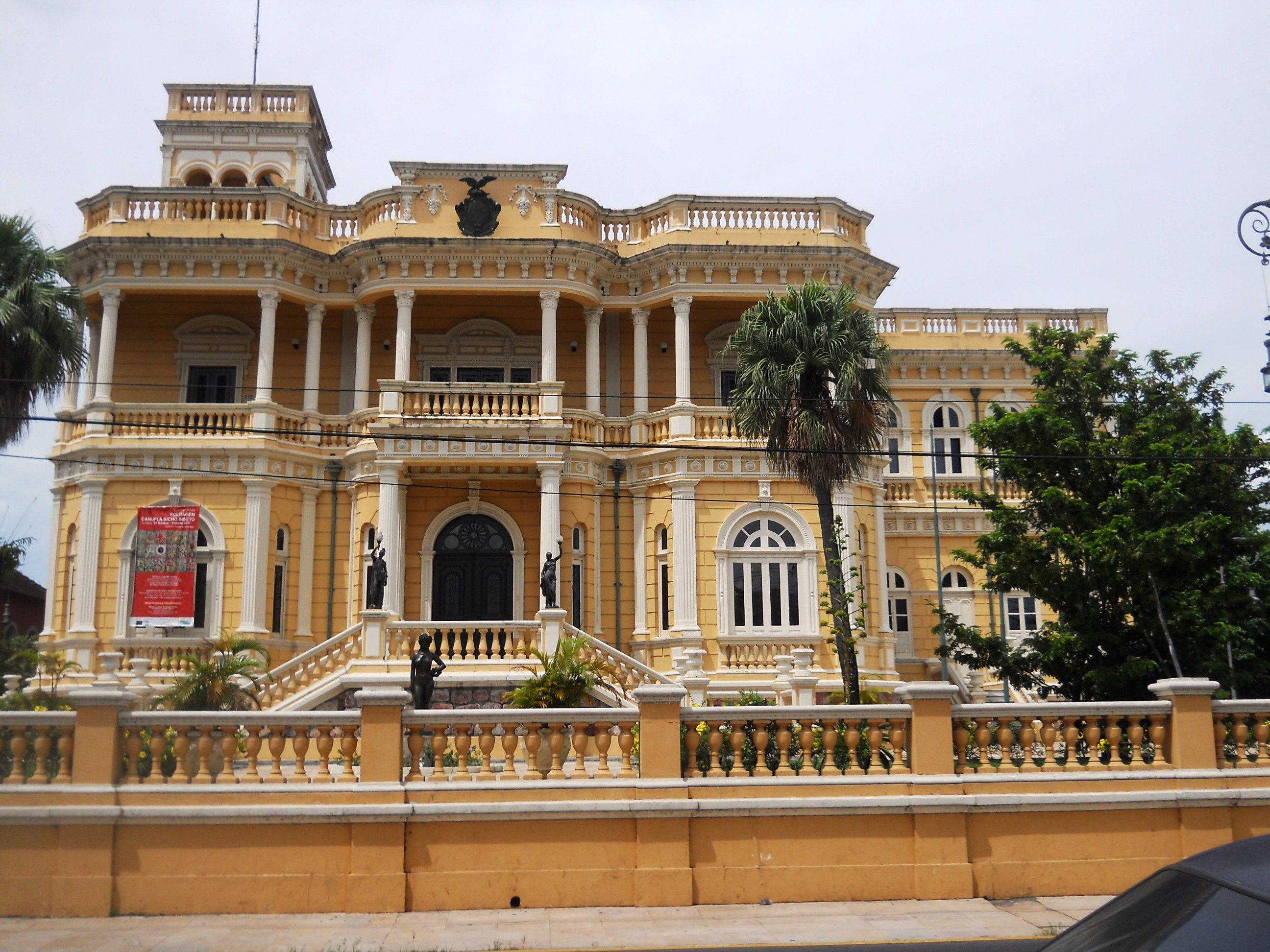
Palácio Rio Negro, um importante centro cultural de Manaus.

Diversos museus são encontrados na cidade, entre eles o Museu do Índio (com três mil peças e utensílios de grupos indígenas da Amazônia), Museu do Homem do Norte (hoje em dia fechado, o museu apresentava o estilo de vida dos habitantes desta região do país), Museu Amazônico (dedicado à pesquisa da Amazônia e suas culturas), Museu de Ciências Naturais da Amazônia (com exposição de animais e espécies de peixes da floresta amazônica empalhados), Museu de Numismática do Amazonas (com exposição de coleções de moedas, cédulas e documentos históricos), Museu do Porto (dedicado à história da navegação e comércio no período da borracha), Museu Tiradentes (dedicado à história da Polícia Militar do Amazonas), Museu de Imagem e do Som do Amazonas (dedicado ao cinema), Pinacoteca do Estado do Amazonas (com um acervo de mil obras de artistas brasileiros e estrangeiros dos séculos XIX e XX), além de outros museus. Todas as obras e exposições existentes nos museus foram adquiridas primeiramente pelo poder público, com exceção das exibidas no Museu de Numismática do Amazonas, que foi adquirida através do acervo pessoal do do humanista pernambucano Cícero Peregrino Dias, e comprada pelo Governo do Amazonas em 1899, através da Lei nº 296.
A Biblioteca Pública Estadual do Amazonas, fundada em 1904, está sediada em Manaus, com mais de 80.000 títulos de obras, sendo que algumas datam do século XVII. A Biblioteca do Instituto do Patrimônio Histórico e Artístico Nacional (IPHAN) também é uma das principais, com obras dedicadas aos períodos da história da Amazônia. Existem ainda outras bibliotecas, como a Biblioteca Municipal João Bosco Pantoja Evangelista, a do Museu Amazônico, do Parque Municipal do Mindu, do Instituto Nacional de Pesquisas da Amazônia e a Biblioteca Arthur César Ferreira Reis.

### Esportes
Manaus é um importante centro esportivo do Brasil, abrigando sede da Confederação Sul-Americana de Atletismo, na qual promoveu três Campeonatos Sul-Americano de Atletismo na cidade (1991, 1995 e 2001). Entre os principais eventos dos quais a capital amazonense foi sede, estão a Copa Ouro de 1996, a Copa do Mundo FIFA de 2014 e o Jogos Olímpicos de Verão de 2016.
O município é sede de cinco grandes clubes amazonenses: Nacional, Rio Negro, Amazonas, São Raimundo, Fast Clube e Manaus. O Nacional além de ser o maior campeão estadual, notabilizou-se nacionalmente ao conquistar o Torneio Centro/Sul-Norte/Nordeste em 1969. O São Raimundo ascendeu no âmbito regional ao conquistar três vezes a Copa Norte. Já o Manaus, clube fundado em 2013, desponta como a nova força do futebol amazonense, com três conquistas estaduais seguidas e o vice-campeonato da Série D de 2019, garantindo acesso à Série C em 2020.
Alguns eventos desportivos já foram sediados na cidade, e há alguns espaços nesta dedicados a eventos de esportes. O maior deles é a Arena da Amazônia, inaugurado em 2014 e sede da Copa do Mundo de 2014, construído onde antes era o Estádio Vivaldo Lima, demolido em julho de 2010.
Outros espaços desportivos de grande e médio porte são a Vila Olímpica Danilo Duarte de Mattos Areosa, a Arena Poliesportiva Amadeu Teixeira e o Estádio Ismael Benigno, conhecido como Estádio da Colina. São encontrados, ainda, praças esportivas de menor porte, como o Estádio Roberto Simonsen, conhecido como Estádio do SESI, e o Estádio Carlos Zamith, conhecido como Zamithão. Manaus é uma das únicas cidades no Brasil a realizar a Copa Indígena, evento esportivo que tem como alvo os povos indígenas do Amazonas. A Copa Indígena consiste na disputa de clubes de futebol formado apenas por etnias indígenas que disputam entre si, sendo realizado na cidade desde 2009.
Ao menos seis atletas olímpicos nasceram em Manaus: Lígia Silva, Daynara de Paula, Gilmar Popoca, Humberto, Sandro Viana e Rtvelo. José Aldo, lutador brasileiro de MMA, também é natural da cidade.

### Feriados locais
Além dos feriados nacionais, o município reconhece outras três datas anuais como sendo feriado decretado: o dia 5 de setembro, em virtude da comemoração da elevação do Amazonas à categoria de província; 24 de outubro, data de aniversário do município; e o dia 8 de dezembro, Dia de Nossa Senhora da Conceição (padroeira do estado do Amazonas).